# Liste der Kulturdenkmale in Falkenstein/Vogtl.

Wappen von Falkenstein

In der Liste der Kulturdenkmale in Falkenstein/Vogtl. sind die Kulturdenkmale der sächsischen Stadt Falkenstein/Vogtl. verzeichnet, die bis Juni 2019 vom Landesamt für Denkmalpflege Sachsen erfasst wurden (ohne archäologische Kulturdenkmale). Die Anmerkungen sind zu beachten.
Diese Aufzählung ist eine Teilmenge der Liste der Kulturdenkmale im Vogtlandkreis.

## Falkenstein/Vogtl.
| Bild                                    | Bezeichnung | Lage                                                     | Datierung                                                | Beschreibung | ID         |
| --------------------------------------- | --- | -------------------------------------------------------- | -------------------------------------------------------- | --- | ---------- |
|                                         | Villa | Allee 7 (Karte)                                          | 1924                                                     | Putzbau mit gut erhaltener Innenausstattung im traditionalistischen Stil der 1920er/1930er Jahre, baugeschichtlich von Bedeutung. Heute Freizeitzentrum, sehr guter Originalzustand. Bauherr: Manfred Pohlland. Vermutlich Bauveränderungen 1935, so Einbau verschiedener Wohnungen durch Architekt Alexander Tandler aus Dresden. Dort Bauherr: Öffentliche Versicherungsanstalt der sächsischen Sparkassen. Sehr guter Originalzustand, Haustüren, Gitter, Fenster, ursprünglich Fensterläden, Fenster mit Sprossenteilung, Halle mit Holzbalkendecke, Holztäfelung in einem Raum, Fayenceofen, Stuckdecken. | 09233832   |
|                                         | Ehemaliges Krankenhaus, heute Wohnhaus | Am Alten Krankenhaus 4 (Karte)                           | Krankenhaus vermutlich 1866 gegründet; um 1900           | Historisierender Klinkerbau, ortsgeschichtlich von Bedeutung. Annähernd quadratischer Grundriss, vier bzw. drei Achsen, zweigeschossig, Gesims, Klinkermischbauweise, Polygonmauerwerk am Sockel, roter Klinker, Eckputzquaderung, waagerechte Fensterverdachung im ersten Obergeschoss. | 09233828   |
|                                         | Wohnhaus in offener Bebauung | Am Lohberg 38 (Karte)                                    | 1935                                                     | Im Landhaus- und Heimatstil, an alpenländischer Architektur orientiert, sehr gute originale Innenausstattung, baugeschichtlich von Bedeutung | 09233813   |
| Weitere Bilder                          | Evangelische Stadtkirche Zum Heiligen Kreuz (mit Ausstattung) und Kirchplatz mit Springbrunnen, Allee, zwei Straßenlaternen (vor dem Eingangsportal) sowie zwei Stützmauern (mit Einfriedung) südlich und nördlich der Kirche | Am Markt 1 (Karte)                                       | 1865–1869                                                | Repräsentativer neogotischer Saalbau, mit eingezogenem Chor, Querhausimitation und 72 Meter hohem Westturm, künstlerisch, ortshistorisch und baugeschichtlich von Bedeutung. Nach Plänen des Semperschülers Christian Friedrich Arnold aus Dresden errichtet, Emporensaal, Pyramidendach, innen gewölbt, außen seitlich Balustrade. Ausstattung: barockes Kruzifix, Kelch 1715, Epitaphienbild Erker, Putzstuck. | 09233632   |
|                                         | Pfarrhaus | Am Markt 2 (Karte)                                       | 1862                                                     | Reich gegliederte Putzfassade, im historistischen Stil, ortsgeschichtlich und baugeschichtlich von Bedeutung. Repräsentatives Gebäude, fünf Achsen, zweigeschossig, Putznutung im Erdgeschoss, Lisenen, annähernd quadratischer Grundriss, neogotische Tür und originale Fenster, Walmdach. | 09233860   |
|                                         | Ehemaliges Kantorat | Am Markt 3 (Karte)                                       | Bezeichnet mit 1774                                      | Schlichter Putzbau mit barockem Segmentbogenportal, baugeschichtlich von Bedeutung. Fachwerk-Obergeschoss verputzt, Erdgeschoss massiv, originale Tür- und Fenstergewände, Haustür und Fenster verändert, Krüppelwalmdach. | 09233859   |
| Weitere Bilder                          | Schloss Hanneloh: Jagdhaus und Park sowie Waldgrabstätte der Familie von Trützschler | An der Hanneloh 1 (Karte)                                | Im Kern 1867; 1896                                       | Malerischer Putzbau mit Fachwerkelementen, zur Talseite hölzerne Galerie, angelehnt an englische Landhausarchitektur, auf Grundlage eines ehemaligen Häusleranwesens von der Familie von Trützschler als Witwensitz errichtet, ortshistorisch und baugeschichtlich von Bedeutung. Anglisierender Fachwerkbau, reich gegliedert, Erker, Türmchen, Treppen, im Hauptraum Täfelung, Kamin. | 09233814   |
|                                         | Villa Lohberg mit Villengarten | An der Talsperre 2 (Karte)                               | 1896                                                     | Zeittypischer Historismusbau, baulich leicht vereinfacht, teilweise auch rekonstruiert, ortsgeschichtlich und baugeschichtlich von Bedeutung. Unregelmäßiger Grundriss, zweigeschossiger Putzbau mit Türmen, Turmabschluss bei einem der Türme nicht vorbildgerecht erneuert, Natursteinfenster- und -türeinfassungen, Balkone und Wintergärten, Freitreppen, belebte Dachlandschaft mit Schwebegiebeln, Sattel- und Walmdächer, Sockel Zyklopenmauerwerk, Eckquaderung aus Bossenquadern. | 09233671   |
|                                         | Altes Spital (Totenhäusel) | Auerbacher Straße 1 (Karte)                              | Bezeichnet mit 1763                                      | Eingeschossiger Putzbau mit barockem Segmentbogenportal, ortsgeschichtlich von Bedeutung. Granitfenstergewände, Türgewände mit Hauszeichen und Datierung, Krüppelwalmdach. | 09233879   |
|                                         | Wohnhaus (Umgebinde) in offener Bebauung | Auerbacher Straße 19 (Karte)                             | Um 1800                                                  | Eingeschossiges Gebäude mit Blockstube und Umgebindekonstruktion, in vogtlandtypischer Bauweise, baugeschichtlich von Bedeutung. Blockhaus mit Umgebinde, teilweise massiv, dort Einbau eines Blumenladens, Satteldach, eingeschossig. | 09233825   |
|                                         | Wohnhaus in offener Bebauung | Auerbacher Straße 29 (Karte)                             | 1905                                                     | Fassade in Klinkermischbauweise, Dekoration zwischen Historismus und Jugendstil, baugeschichtlich von Bedeutung. Unter Fenstern Betonflächen mit Verzierungen, sechsachsig, Mittelrisalit, Zwerchgiebel über zwei Achsen, Walmdach. | 09233826   |
|                                         | Mietshaus in geschlossener Bebauung | August-Bebel-Straße 24 (Karte)                           | Bezeichnet mit 1902                                      | Historisierende Klinkerfassade, geschlossener Straßenzug, baugeschichtlich von Bedeutung. Roter Klinker, dreigeschossig, fünf Achsen, zweiachsiger Zwerchgiebel, im Dachbereich Fenster verändert, Haustür und Fenster original. | 09233665   |
|                                         | Mietshaus in geschlossener Bebauung | August-Bebel-Straße 26 (Karte)                           | 1902                                                     | Historisierende Klinkerfassade, baugeschichtlich von Bedeutung. Roter Klinker, reiche Fassadengliederung, Zwerchgiebel über zwei Achsen, fünf Achsen, dreigeschossig, rundbogige Fenster im Erdgeschoss, ornamentaler Schmuck. | 09233653   |
|                                         | Mietshaus in Ecklage und in geschlossener Bebauung | August-Bebel-Straße 27 (Karte)                           | 1900                                                     | Mit Läden, historisierende Klinkerfassade, Eckbetonung, städtebaulich und baugeschichtlich von Bedeutung. Obergeschoss roter Klinker, Erdgeschoss gelber Klinker, ein Laden teilweise zugesetzt, Haustür und Ladentür neu, Fenster original, Zwerchgiebel, Pilaster kanneliert. | 09233668   |
|                                         | Mietshaus in geschlossener Bebauung | August-Bebel-Straße 28 (Karte)                           | 1901                                                     | Historisierende Klinkerfassade, baugeschichtlich von Bedeutung | 09233652   |
|                                         | Mietshaus in geschlossener Bebauung | August-Bebel-Straße 29 (Karte)                           | 1902                                                     | Mit Laden, historisierende Klinkerfassade, jugendstilige Dekoration, baugeschichtlich von Bedeutung. Klinkermischbauweise, Putznutung im Erdgeschoss, originale Haustür und Fenster, dreigeschossig, fünf Achsen, zweiachsiger Zwerchgiebel, Fassadengliederung erhalten, Fensterverdachung waagerecht und mit Dreiecksgiebelchen. | 09233664   |
|                                         | Mietshaus in geschlossener Bebauung | August-Bebel-Straße 30 (Karte)                           | 1902                                                     | Historisierende Klinkerfassade, aufwändige Fassadengliederung, baugeschichtlich von Bedeutung. Dreigeschossig, Zwerchgiebel, fünf Achsen, originale Haustür und Fenster (teilweise erneuert), ornamentale Verzierung, Fensterverdachung mit Dreiecksgiebelchen, figuralem Schmuck. | 09233651   |
|                                         | Mietshaus in geschlossener Bebauung (bauliche Einheit mit Nr. 33) | August-Bebel-Straße 31 (Karte)                           | 1901                                                     | Historisierende Klinkerfassade, im Stil der Deutschen Neorenaissance, reiche Fassadengliederung, flacher übergiebelter Erker, baugeschichtlich von Bedeutung. Hellgelber Klinker, originale Haustür und Fenster, Fensteroberlichter mit Sprossenteilung, Dreiecksgiebel, rote Betonfenster- und -türgewände, Zwerchgiebel, Haus dreigeschossig. | 09233663   |
|                                         | Mietshaus in geschlossener Bebauung | August-Bebel-Straße 32 (Karte)                           | Bezeichnet mit 1903                                      | Historisierende Klinkerfassade, ornamentale jugendstilige Fassadenverzierung, baugeschichtlich von Bedeutung. Dreigeschossig, Zwerchgiebel, Klinkerfassade, roter Klinker, originale Haustür und Fenster, Dachaufbauten, ornamentale Fassadenverzierung, reich verziert, aufwändige Fassadengliederung. | 09233650   |
|                                         | Mietshaus in geschlossener Bebauung (bauliche Einheit mit Nr. 31) | August-Bebel-Straße 33 (Karte)                           | 1902                                                     | Historisierende Klinkerfassade, im Stil der Deutschen Neorenaissance, reiche Fassadengliederung mit Erker, baugeschichtlich von Bedeutung. Hellgelber Klinker, Betongussfenstergewände porphyrfarben, reich verziert, dreigeschossig, Haustür und Fenster original, Fensteroberlichter mit Sprossenteilung. | 09233662   |
|                                         | Doppelmietshaus in Ecklage und in geschlossener Bebauung | August-Bebel-Straße 34 (Plauensche Straße 12) (Karte)    | 1912                                                     | Putzfassade, Eckerker, überkuppelte Eckbetonung, Reformstil-Architektur, städtebaulich und baugeschichtlich von Bedeutung. Ursprünglich wahrscheinlich Gaststätte im Erdgeschoss, Putzfassade mit Putzstuck, Zwerchgiebel, dreigeschossig, originale Haustür und Fenster. | 09233631   |
|                                         | Mietshaus in geschlossener Bebauung | August-Bebel-Straße 35 (Karte)                           | 1903                                                     | Historisierende Klinkerfassade, jugendstilige Dekoration, baugeschichtlich von Bedeutung. Originale Haustür, Fenster teilweise erneuert im Erdgeschoss, ursprünglich mit Laden, roter Klinker, Dreiecksgiebelchen und waagerechte Fensterverdachungen, Zwerchgiebel, fünf Achsen, dreigeschossig. | 09233657   |
|                                         | Mietshaus in geschlossener Bebauung | August-Bebel-Straße 37 (Karte)                           | Bezeichnet mit 1902                                      | Historisierende Klinkerfassade, jugendstilige Dekoration, baugeschichtlich von Bedeutung. Klinkermischbauweise, roter Klinker, Zwerchgiebel über zwei Achsen, sechs Achsen, dreigeschossig, Haustür und Fenster original. | 09233656   |
|                                         | Mietshaus in geschlossener Bebauung | August-Bebel-Straße 39 (Karte)                           | 1907                                                     | Historisierende Klinkerfassade, baugeschichtlich von Bedeutung. Roter Klinker, fünf Achsen, dreigeschossig, zweiachsiger Zwerchgiebel, Fenster teilweise neu, Haustür original. | 09233655   |
|                                         | Mietshaus in geschlossener Bebauung | August-Bebel-Straße 41 (Karte)                           | 1907                                                     | Mit Laden, historisierende Klinkerfassade, baugeschichtlich von Bedeutung. Einfache Fassadengliederung, sechs Achsen, dreigeschossig, roter Klinker, ehemalige Delikatessen- und Südfrüchte- und Kolonialwarenhandlung, Ladentür und Haustür verziert. | 09233654   |
|                                         | Mietshaus in Ecklage und in geschlossener Bebauung | August-Bebel-Straße 44 (Karte)                           | 1910                                                     | Putzfassade mit zwei Kastenerkern, im Reformstil der Zeit um 1910, baugeschichtlich von Bedeutung. Ehemaliges „Spitzenlager Rothe, Uhlmann“, dreigeschossig, repräsentatives Wohnhaus, Putzquaderung an Ecken, Erker, Oberlichter mit Sprossenteilung, originale Haustür, Dachaufbauten. | 09233624   |
|                                         | Mietshaus in Ecklage und in geschlossener Bebauung | August-Bebel-Straße 45 (Karte)                           | Um 1905                                                  | Ungewöhnlich gestaltete Putzfassade mit Ziegelsockel, Zwerchhaus im Dach in Fachwerkbauweise, Jugendstildekoration, baugeschichtlich von Bedeutung | 09305245   |
|                                         | Mietshaus in geschlossener Bebauung (bauliche Einheit mit Nr. 49) | August-Bebel-Straße 47 (Karte)                           | 1907                                                     | Historisierende Putzfassade, mit Erker und Balkons, im Stil der Deutschen Neorenaissance und Neogotik, baugeschichtlich von Bedeutung. Betonfenstergewände porphyrrot, Haustür und Fenster original, Oberlichter mit Sprossenteilung, dreigeschossig, Zwerchgiebel. | 09233630   |
|                                         | Mietshaus in geschlossener Bebauung (bauliche Einheit mit Nr. 47) | August-Bebel-Straße 49 (Karte)                           | 1907                                                     | Mit Laden, historisierende Putzfassade, mit Erker und Balkons, im Stil der Deutschen Neorenaissance und Neogotik, baugeschichtlich von Bedeutung. Zwerchgiebel, Putznutung im Erdgeschoss, Haustür verändert, Laden aus Entstehungszeit, rote Betongussgewände im Obergeschoss, Oberlichter mit Sprossenteilung. | 09233629   |
|                                         | Mietshaus in geschlossener Bebauung | August-Bebel-Straße 51 (Karte)                           | 1906                                                     | Historisierende Klinkerfassade, flacher Erker, baugeschichtlich von Bedeutung. Klinkermischbauweise, Natursteinsockel, Fenster nur teilweise original, Oberlichter mit Sprossenteilung. | 09233628   |
|                                         | Mietshaus in geschlossener Bebauung | August-Bebel-Straße 53 (Karte)                           | 1906                                                     | Historisierende Klinkerfassade, jugendstilige Dekoration, flacher Erker mit Fachwerkelementen, baugeschichtlich von Bedeutung. Klinkermischbauweise, Putzquaderung im Erdgeschoss, originale Haustür und Fenster, Fenster mit Sprossenteilung in Oberlichtern, Naturstein, roter Klinker, Zwerchgiebel, Jugendstilornamentik an Fassade. | 09233627   |
|                                         | Mietshaus in geschlossener Bebauung | August-Bebel-Straße 55 (Karte)                           | 1909                                                     | Repräsentative Putzfassade, zwischen Reformstil und Neobarock, baugeschichtlich von Bedeutung. Fenster teilweise original, Haustür original, repräsentativ, dreigeschossig, Türportal aufwendig, Putznutung Erdgeschoss, zeittypische Putzornamentik. | 09233626   |
|                                         | Mietshaus in Ecklage und in halboffener Bebauung | August-Bebel-Straße 57 (Karte)                           | 1911                                                     | Sparsam dekorierte Putzfassade, Reformstil-Architektur, baugeschichtlich von Bedeutung. Dreigeschossig, Putznutung und Eckquaderung. | 09233625   |
|                                         | Mietshaus in halboffener Bebauung | Bahnhofstraße 4 (Karte)                                  | 1886                                                     | Mit Laden, mehrfarbige Klinkerfassade im historisierenden Stil, baugeschichtlich von Bedeutung. Laden entstellend verändert, dreigeschossig, sechs Achsen, Eckrisalit, Klinkerbauweise, Fensterverdachungen mit Klinker, Zahnschnittfries unter Dach, roter Klinker am Risalit und gelber Klinker, Fenster durch roten Klinker hervorgehoben. | 09233599   |
|                                         | Postamt in offener Bebauung | Bahnhofstraße 8 (Karte)                                  | 1899–1900, bezeichnet mit 1899                           | Historisierender Klinkerbau, guter Originalbestand, ortsgeschichtlich von Bedeutung. Uhr, roter Klinker, Sockel Polygonmauerwerk. | 09233603   |
| Weitere Bilder                          | Verwaltungsgebäude und Einfriedung einer ehemaligen Textilfabrik | Bahnhofstraße 12 (Karte)                                 | Um 1905                                                  | Falkensteiner Gardinen-Weberei und Bleicherei, vormals Georg Thorey, später VEB Falkensteiner Gardinen- und Spitzenwebereien (Falgard); repräsentative Natursteinfassade, im Reformstil der Zeit um 1910. Architekten: Lossow & Kühne, Dresden. Wiege der Gardinen-Industrie im Vogtland, ortsgeschichtlich, künstlerisch und baugeschichtlich von Bedeutung, Laternen, Gitter und andere Details der aufwendig gearbeiteten Fassade | 09233605   |
|                                         | Fabrikantenvilla mit Einfriedung (Villa Thorey, Falgard-Villa) | Bahnhofstraße 14 (Karte)                                 | 1894                                                     | Reich gegliederter Klinkerbau, im Stil des Historismus, ortshistorisch und baugeschichtlich von Bedeutung. Gehörte zur Firma Falgard, annähernd quadratischer Grundriss, Erker, kannelierte Säulen, roter Klinker, Fensterverdachungen waagerecht im Erdgeschoss, im Obergeschoss mit Dreiecksgiebelchen. | 09233607   |
|                                         | Mietshaus in Ecklage und in halboffener Bebauung | Bahnhofstraße 19 (Karte)                                 | 1886                                                     | Mit Laden, schlichte Klinkerfassade, städtebaulich und baugeschichtlich von Bedeutung. Roter Klinker mit gelbem Klinker abgesetzt, Zahnschnittfries, Gesims, ornamentale Verzierung unter Dach, Fenster teilweise erneuert, originale Haustür, Laden aus Entstehungszeit. | 09233598   |
|                                         | Mietshaus in geschlossener Bebauung und in Ecklage | Bahnhofstraße 21 (Karte)                                 | 1903                                                     | Mit Laden, historisierende Klinkerfassade, reich dekorierter Eckerker mit Putznutung, städtebaulich und baugeschichtlich von Bedeutung. Klinkermischbauweise, roter Klinker, originale Haustür und Fenster, Laden aus Entstehungszeit. | 09233601   |
|                                         | Mietshaus in geschlossener Bebauung | Bahnhofstraße 23 (Karte)                                 | 1903                                                     | Historisierende Klinkerfassade mit Fachwerkgiebel, baugeschichtlich von Bedeutung. Klinkermischbauweise, roter Klinker, Erdgeschoss Putznutung, originale Fenster und Haustür sowie Dachausbauten. | 09233602   |
|                                         | Wohnhaus in geschlossener Bebauung | Bahnhofstraße 33 (Karte)                                 | 1889                                                     | Historisierende Klinkerfassade, baugeschichtlich von Bedeutung. Zweigeschossig, fünf Achsen, Fensterverdachungen mit Dreiecksgiebelchen im ersten Obergeschoss, Zwerchgiebel, Stuckverzierungen, roter Klinker. | 09233604   |
|                                         | Mietshaus in geschlossener Bebauung | Bahnhofstraße 43 (Karte)                                 | Bezeichnet mit 1887                                      | Historisierende Klinker-Putz-Fassade, baugeschichtlich von Bedeutung. Klinkermischbauweise, Putznutung im Erdgeschoss, teilweise originale Fenster, originale Haustür, dreigeschossig. | 09233608   |
|                                         | Wohnhaus in geschlossener Bebauung | Bahnhofstraße 45 (Karte)                                 | Bezeichnet mit 1894                                      | Klinkerfassade, im Stil der Neorenaissance, baugeschichtlich von Bedeutung. Roter Klinker, Gesims, originale Haustür und Fenster, Zwerchgiebel zweiachsig, vier Achsen. | 09233609   |
|                                         | Wohnhaus in geschlossener Bebauung | Bahnhofstraße 47 (Karte)                                 | 1894                                                     | Klinkerfassade, im Stil der Neorenaissance, baugeschichtlich von Bedeutung. Oranger Klinker, zweigeschossig, vier Achsen, Zwerchgiebel zweiachsig, Rosette, originale Dachausbauten, Fenster teilweise verändert. | 09233610   |
|                                         | Mietshaus in Ecklage und in geschlossener Bebauung | Bahnhofstraße 49 (Karte)                                 | 1900                                                     | Repräsentativer historisierender Klinkerbau, Eckerker, weiterer Erker über dem Eingang, Dekoration zum Teil im Jugendstil, städtebaulich und baugeschichtlich von Bedeutung. Ursprünglich mit Laden, Klinkermischbauweise, Putznutung im Erdgeschoss, roter Klinker, Dreiecksgiebelchen als Verdachungen, prachtvoller Fassadenschmuck mit figuralen und ornamentalen Verzierungen, dreigeschossig, reich verzierte Haustür mit Gittern, Fenster original, originale Dachausbauten. | 09233611   |
|                                         | Mietshaus in geschlossener Bebauung | Bahnhofstraße 51 (Karte)                                 | 1903                                                     | Klinker-Putz-Fassade mit Zierfachwerk, flacher Erker, stilistisch zwischen Historismus und Jugendstil, baugeschichtlich von Bedeutung. Klinkermischbauweise, Bossenquaderung im Erdgeschoss, originale Haustür, Fenster mit geteilten Oberlichtern, Fachwerkelemente, Fachwerkzwerchgiebel. Inschrift: „KUNST•BRINGT•GUNST.“, über Tür „Salve“. | 09233612   |
|                                         | Mietshaus in geschlossener Bebauung | Bahnhofstraße 53 (Karte)                                 | 1896                                                     | Historisierende Klinkerfassade, kräftige Gliederung, baugeschichtlich von Bedeutung. Orangeroter Klinker, originale Haustür und Fenster, dreigeschossig, zweiachsiger Zwerchgiebel, sechs Achsen, Mittelrisalit über zwei Achsen, originale Dachaufbauten. | 09233614   |
|                                         | Mietshaus in halboffener Bebauung | Bahnhofstraße 55 (Karte)                                 | Bezeichnet mit 1896                                      | Historisierende Klinkerfassade, baugeschichtlich von Bedeutung. Waagerechte Fensterverdachungen in beiden Obergeschoss, sieben Achsen, dreigeschossig, Zwerchgiebel zweiachsig, roter Klinker, originale Haustür und Fenster, Dachaufbauten. | 09233615   |
| Weitere Bilder                          | Empfangsgebäude und Güterschuppen des Bahnhofs | Bahnhofstraße 61 (Karte)                                 | 1912                                                     | Repräsentative Gebäude des Endbahnhofs der Eisenbahnstrecke Zwickau–Falkenstein (6650, sä. ZF), im Reformstil der Zeit um 1910, verkehrsgeschichtlich und eisenbahngeschichtlich von Bedeutung. | 09233616   |
|                                         | Mietshaus in offener Bebauung | Beethovenstraße 2 (Karte)                                | Bezeichnet mit 1912                                      | Zeittypische Putzfassade, Reformstil-Architektur, Hauptansicht zur Friedrich-Engels-Straße, baugeschichtlich von Bedeutung | 09305248   |
|                                         | Wohnhaus in offener Bebauung | Bleichweg 8 (Karte)                                      | Um 1800                                                  | Obergeschoss Fachwerk verputzt, baugeschichtlich von Bedeutung. Erdgeschoss massiv vermutlich, Türen und Fenster mit Holzeinrahmung, aufgedoppelte Tür, Satteldach, drei Gaupen, Giebel verkleidet beziehungsweise verbrettert. | 09233924   |
|                                         | Mietshaus in geschlossener Bebauung | Carolaplatz 12 (Karte)                                   | Um 1910                                                  | Mit Laden, Putzfassade mit flachem Erker, Reformstil-Architektur, baugeschichtlich von Bedeutung. Repräsentatives Bauwerk, originale Haustür, dreigeschossig, Dachausbau zweigeschossig. | 09233758   |
|                                         | Doppelmietshaus in geschlossener Bebauung | Carolaplatz 13, 14 (Karte)                               | 1912                                                     | Putzfassade mit zwei Erkern, markante Eingangsgestaltung, Reformstil-Architektur, baugeschichtlich von Bedeutung. Eingänge mit Überdachung, originale Fenster mit Verzierungen in Oberlichtern nur teilweise erhalten, zeittypische Ornamente, dreigeschossig, platzbildend. | 09233759   |
|                                         | Mietshaus in geschlossener Bebauung | Carolaplatz 16 (Karte)                                   | Um 1910                                                  | Mit Laden, Putzfassade mit kräftigem Erker, Reformstil-Architektur, repräsentatives Wohn- und Geschäftshaus in städtebaulich wichtiger Lage, baugeschichtlich von Bedeutung. Repräsentatives Gebäude, dreigeschossig, zweigeschossiger Erker, Haustür vermutlich um 1920/1930, Fenster modernisiert, Dachausbau zweigeschossig, platzbildend. Original: einige Bleiglasscheiben mit figürlichen Darstellungen. | 09233760   |
|                                         | Mietshaus in halboffener Bebauung | Clara-Zetkin-Straße 2 (Karte)                            | Um 1895                                                  | Historisierende Klinkerfassade, durch Lage gegenüber Rathaus wichtig für Ortsbild, baugeschichtlich von Bedeutung. Klinkermischbauweise, repräsentatives Gebäude, unterschiedliche Fensterverdachungen, Balustraden, Zwerchgiebel. | 09233926   |
|                                         | Mietshaus in offener Bebauung | Dorfstädter Straße 3 (Karte)                             | 1903                                                     | Historistische Klinkerfassade, baugeschichtlich von Bedeutung. Betonfenstergewände und Gesims, dreigeschossig, vier Achsen, im Sockel Polygonmauerwerk, originale Gitter und Fenster, im ersten Obergeschoss Dreiecksgiebel als Fensterverdachung, ornamentaler und figuraler Schmuck, Zwerchgiebel über zwei Achsen. | 09233834   |
|                                         | Ehemalige Textilfabrik (Gardinenweberei C. H. Lange), bestehend aus Fabrikgebäude (Nr. 8), zweiter Werkhalle und Fabrikantenvilla (Nr. 8a)                                                                                    | Dorfstädter Straße 8, 8a (Karte)                         | 1903                                                     | Klinkergebäude, ortshistorisch und baugeschichtlich von Bedeutung. Seitengebäude aus Bruchstein und Ziegelmauerwerk mit Drempel, Satteldach, leicht verändert - Produktionsgebäude an Straße: Klinker und Zierelemente, innen: Säulen und Treppe erhalten - Villa: Klinker, um 1890, Innenausstattung in Resten vorhanden, grünglasierte Ziegel an Fassade als Zierelement; zwischen 2008 und 2016 abgerissen - Zweites Produktionsgebäude: Rundbogenfenster, Klinker, rote Klinker und gelbe Ornamente aus Klinker sowie Schriftzug „C. H. Lange“, Satteldach; zwischen 2016 und 2018 abgerissen | 09233835   |
|                                         | Mietshaus in offener Bebauung | Dr.-Robert-Koch-Straße 2 (Karte)                         | 1913                                                     | Putzfassade mit Balkons und zwei Eckerkern, Reformstil-Architektur, baugeschichtlich von Bedeutung. Balkone mit originalen Gittern, Fenster teilweise original, Eingangsbereich mit Tonnengewölbe, Haustür und Wohnungstüren original, originale Innenausstattung, Dachbereich verändert. | 09233621   |
|                                         | Mietshaus in geschlossener Bebauung | Dr.-Robert-Koch-Straße 5 (Karte)                         | 1907                                                     | In historisierender Klinkermischbauweise, Erker, Fachwerkzwerchgiebel, baugeschichtlich von Bedeutung. Dreigeschossig, Haustür und Fenster original, roter Klinker. | 09233618   |
|                                         | Mietshaus in geschlossener Bebauung | Dr.-Robert-Koch-Straße 7 (Karte)                         | 1907                                                     | In Klinkermischbauweise, eigenwillig gestalteter Erker, jugendstilige Dekoration, baugeschichtlich von Bedeutung. Geschweifter Zwerchgiebel, im Dachbereich Veränderungen, roter Klinker, Haustür verändert, Fenster nur teilweise original. | 09233620   |
|                                         | Wohn- und Geschäftshaus in offener Bebauung | Dr.-Robert-Koch-Straße 19 (Karte)                        | 1912                                                     | Repräsentative Reformstil-Architektur, baugeschichtlich von Bedeutung. Originale Fassadengliederung, Fenster und Haustür, Fenster im Obergeschoss modernisiert, im Dachbereich verändert, Putzfassade. | 09233623   |
|                                         | Mietshaus in Ecklage und in geschlossener Bebauung | Dr.-Wilhelm-Külz-Straße 1 (Karte)                        | 1899                                                     | Mit Laden, historisierende Klinkerfassade, Eckerker, repräsentativer Bau in Rathausnähe, wichtig für Ortsbild, städtebaulich und baugeschichtlich von Bedeutung, dreigeschossig, roter Klinker | 09233718   |
|                                         | Mietshaus in Ecklage und in geschlossener Bebauung | Dr.-Wilhelm-Külz-Straße 2 (Karte)                        | 1895                                                     | Mit Laden, historistische Klinkerfassade, Eckerker, durch Rathausnähe wichtig für Ortsbild, städtebaulich und baugeschichtlich von Bedeutung, roter Klinker | 09233719   |
|                                         | Mietshaus in geschlossener Bebauung | Dr.-Wilhelm-Külz-Straße 3 (Karte)                        | 1898                                                     | Mit Laden, historisierende Klinkerfassade, baugeschichtlich von Bedeutung. Roter Klinker, Haustür original und Fenster, Fensterverdachungen. | 09233720   |
|                                         | Mietshaus in geschlossener Bebauung | Dr.-Wilhelm-Külz-Straße 4 (Karte)                        | 1895                                                     | Historisierende Klinkerfassade mit zwei Seitenrisaliten, baugeschichtlich von Bedeutung. Roter Klinker, originale Haustür und Fenster. | 09233721   |
|                                         | Mietshaus in geschlossener Bebauung | Dr.-Wilhelm-Külz-Straße 5 (Karte)                        | 1898                                                     | Historisierende Klinkerfassade, baugeschichtlich von Bedeutung. Klinkermischbauweise, Erdgeschoss Putznutung, originale Fenster und Türen, Fensterverdachung mit waagerechtem Gebälk und mit Dreiecksgiebelchen, Gaupen original. | 09233722   |
|                                         | Wohnhaus in geschlossener Bebauung | Dr.-Wilhelm-Külz-Straße 7 (Karte)                        | 1899                                                     | Repräsentative Klinkerfassade, seitlicher Erker, im Stil des Historismus, baugeschichtlich von Bedeutung. Zweigeschossig, Dachausbau zweigeschossig und über zwei Achsen, sehr schöne Haustür, aufwändige Fassadengestaltung, Putzfassade, Sockel verkleidet. | 09233724   |
|                                         | Wohnhaus in halboffener Bebauung | Dr.-Wilhelm-Külz-Straße 9 (Karte)                        | 1897                                                     | Baugeschichtlich von Bedeutung. Klinkermischbauweise, am Schlussstein Inschrift „Salve“, ornamentaler Schmuck, roter Klinker, Gesims, Zahnfries unter Dach, Fensterumrahmung aus Klinker, Sockel Polygonmauerwerk, teilweise originale Fenster und Haustür. | 09233725   |
|                                         | Villa Eckstein mit Einfriedung | Dr.-Wilhelm-Külz-Straße 19 (Karte)                       | 1905–1907                                                | Repräsentatives Gebäude, historisierende Putzfassade mit Quaderung im Erdgeschoss-Bereich, weitestgehend original erhalten, baugeschichtlich von Bedeutung. Oberlichter Fenster mit Sprossenteilung, Bleiglasfenster, weitgehend original. | 09233731   |
|                                         | Villa mit Einfriedung | Dr.-Wilhelm-Külz-Straße 27 (Karte)                       | 1911                                                     | Repräsentativer Bau, Reformstil-Architektur, baugeschichtlich von Bedeutung | 09233735   |
|                                         | Wohnhaus in geschlossener Bebauung | Dr.-Wilhelm-Külz-Straße 28 (Karte)                       | 1897                                                     | Historisierende Klinkerfassade, baugeschichtlich von Bedeutung. Zweigeschossig, fünf Achsen, Fensterverdachungen waagerecht im ersten Obergeschoss, in Mitte mit kleinem Schweifgiebel, Dachausbau zweiachsig, oranger Klinker, Gesims, einfache Gestaltung, Türen und Fenster verändert. | 09233729   |
|                                         | Villa mit Einfriedung | Dr.-Wilhelm-Külz-Straße 31 (Karte)                       | 1909                                                     | Charakteristisch gegliederte Putzfassade mit Natursteinsockel, im Reformstil der Zeit um 1910, baugeschichtlich von Bedeutung. Natursteinfenstereinfassung, Werksteinsockel, Fenster aus Entstehungszeit mit Sprossenteilung im Oberlichtern, Veranda mit Bleiglasfenstern, Garagenanbau. | 09233744   |
|                                         | Mietshaus in geschlossener Bebauung | Dr.-Wilhelm-Külz-Straße 34 (Karte)                       | Um 1910                                                  | Hübsch dekorierte Putzfassade, Reformstil-Architektur, baugeschichtlich von Bedeutung | 09305246   |
|                                         | Mietshaus in geschlossener Bebauung | Dr.-Wilhelm-Külz-Straße 36 (Karte)                       | 1910                                                     | Repräsentative Putzfassade mit flachem Erker über zwei Geschosse, Reformstil-Architektur, baugeschichtlich von Bedeutung. Dreigeschossig, originale Haustür und Fenster, Zwerchgiebel über zwei Achsen, ornamentale Verzierungen. | 09233732   |
|                                         | Mietshaus in geschlossener Bebauung | Dr.-Wilhelm-Külz-Straße 38 (Karte)                       | 1911                                                     | Markante Putzfassade, zeittypischer ornamentaler Fassadenschmuck, Reformstil-Architektur, baugeschichtlich von Bedeutung. Originale Haustür und Fenster, Putzquaderung im Erdgeschoss, Erker, Dachausbauten verändert. | 09233733   |
|                                         | Mietshaus in geschlossener Bebauung (bauliche Einheit mit Nr. 50) | Dr.-Wilhelm-Külz-Straße 48 (Karte)                       | 1908                                                     | Putzfassade mit Erker, Reformstil-Architektur, baugeschichtlich von Bedeutung. Falsche Farbfassung der Fassade, originale Fenster und Türen, zeittypischer Fassadenschmuck, Gesims, Fensterverdachungen mit Dreiecksgiebelchen, Erker über zwei Geschosse, teilweise Holzverzierungen, Fensteroberlichter mit Sprossenteilung. | 09233734   |
|                                         | Mietshaus in geschlossener Bebauung (bauliche Einheit mit Nr. 48) | Dr.-Wilhelm-Külz-Straße 50 (Karte)                       | 1908                                                     | Putzfassade mit Erker, Reformstil-Architektur, baugeschichtlich von Bedeutung. Erker über zwei Geschosse, Fenster teilweise verändert. | 09233736   |
|                                         | Mietshaus in geschlossener Bebauung | Dr.-Wilhelm-Külz-Straße 52 (Karte)                       | 1908                                                     | Putzfassade mit Erker über zwei Geschosse, Reformstil-Architektur, baugeschichtlich von Bedeutung. Dreigeschossig, Haustür original, Ensemblewirkung wichtig. | 09233737   |
|                                         | Mietshaus in geschlossener Bebauung | Dr.-Wilhelm-Külz-Straße 54 (Karte)                       | 1912                                                     | Putzfassade mit Erker, Reformstil-Architektur, Teil des geschlossenen Straßenzuges, Ensemblewirkung, baugeschichtlich von Bedeutung. Guter Originalbestand, einfache Gestaltung. | 09233738 , |
|                                         | Mietshaus in geschlossener Bebauung | Dr.-Wilhelm-Külz-Straße 56 (Karte)                       | 1912                                                     | Schlichte Putzfassade im Reformstil, Teil des geschlossenen Straßenzuges, Ensemblewirkung, baugeschichtlich von Bedeutung, schlichte Gestaltung | 09233739   |
|                                         | Mietshaus in geschlossener Bebauung | Dr.-Wilhelm-Külz-Straße 58 (Karte)                       | 1912                                                     | Schlichte Putzfassade im Reformstil, Teil des geschlossenen Straßenzuges, Ensemblewirkung, baugeschichtlich von Bedeutung | 09233740   |
|                                         | Mietshaus in geschlossener Bebauung | Dr.-Wilhelm-Külz-Straße 60 (Karte)                       | 1912                                                     | Schlichte Putzfassade im Reformstil, Teil des geschlossenen Straßenzuges, Ensemblewirkung, baugeschichtlich von Bedeutung | 09233741   |
|                                         | Mietshaus in geschlossener Bebauung (bauliche Einheit mit Nr. 64) | Dr.-Wilhelm-Külz-Straße 62 (Karte)                       | 1914                                                     | Streng gegliederte Putzfassade, Anlehnung an den Reformstil der Zeit um 1910, baugeschichtlich von Bedeutung. Teil eines geschlossenen Straßenzuges, Ensemblewirkung. | 09233742   |
|                                         | Mietshaus in halboffener Bebauung (bauliche Einheit mit Nr. 62) | Dr.-Wilhelm-Külz-Straße 64 (Karte)                       | 1926                                                     | Streng gegliederte Putzfassade, Anlehnung an den Reformstil der Zeit um 1910, baugeschichtlich von Bedeutung. Letztes Haus des Straßenzuges, Ensemblewirkung, angepasst an ältere Bebauung. | 09233743   |
|                                         | Wohnhaus in geschlossener Bebauung und in Ecklage | Ellefelder Straße 6 (Karte)                              | Um 1905                                                  | Mit Laden, historisierende Klinkerfassade, Eckerker, baugeschichtlich von Bedeutung. Oranger Klinker, Jugendstilornamentik bei Erker an Ecke, Löwenköpfe und Baummotiv als symbolische Stütze des Erkers, Laden aus Entstehungszeit, Betonfenster- und -türgewände, Gesims, an Ecke dreigeschossig, sonst zweigeschossig. | 09233880   |
|                                         | Wohnhaus in geschlossener Bebauung | Ellefelder Straße 12a (Karte)                            | 1907                                                     | Mit Laden, historisierende Klinker-Putz-Fassade, baugeschichtlich von Bedeutung. Klinkermischbauweise, orangeroter Klinker, Putzfassade im Obergeschoss, fünf Achsen, zweigeschossig, Dachausbau über vier Achsen, Bossenquaderung, Laden aus Entstehungszeit, figürlicher Schmuck am Ladenbereich, Fenster original, Türen verändert. | 09233881   |
|                                         | Wohnhaus in offener Bebauung und in Ecklage | Ellefelder Straße 13 (Karte)                             | Um 1900                                                  | Historisierende Klinkerfassade, städtebaulich und baugeschichtlich von Bedeutung. Ecke dreigeschossig, Haus zweigeschossig, annähernd quadratischer Hausgrundriss, Erdgeschoss originale Haustür und Fenster, orangeroter Klinker, Betongewände und Betonzierelemente unter Fenstern, waagerechte Fensterverdachung erstes Obergeschoss, Erdgeschoss Rundbogenfenster. | 09233882   |
|                                         | Wohnhaus in offener Bebauung und in Ecklage | Ellefelder Straße 15 (Karte)                             | 1904                                                     | Ehemals mit Laden aus Entstehungszeit, Klinkerfassade, städtebaulich und baugeschichtlich von Bedeutung. Betonfenstergewände, Haustür und Fenster verändert, Zwerchgiebel, Eckbau überhöht. | 09233822   |
|                                         | Wohnhaus in Ecklage und in geschlossener Bebauung | Ellefelder Straße 22 (Karte)                             | 1897                                                     | Ehemals mit Laden, historisierende Klinkerfassade, markante Eckgestaltung, Pendant zu Nummer 24, städtebaulich und baugeschichtlich von Bedeutung. Klinkermischbauweise, zweigeschossig, an Ecke dreigeschossig, zwei Pyramidendächer, Putzquaderung im Erdgeschoss. | 09233823   |
|                                         | Wohnhaus in Ecklage und in geschlossener Bebauung | Ellefelder Straße 24 (Karte)                             | 1897                                                     | Mit Laden, historisierende Klinkerfassade, markante Eckgestaltung, Pendant zu Nummer 22, städtebaulich und baugeschichtlich von Bedeutung. Klinkermischbauweise, Pyramidendächer, Ecke überhöht, zweigeschossig, Fenster und Laden erneuert, Putznutung fehlt. | 09233824   |
|                                         | Wohnhaus in geschlossener Bebauung | Ellefelder Straße 36 (Karte)                             | 1904                                                     | Mit Laden, reich dekorierte Klinker-Putz-Fassade, baugeschichtlich von Bedeutung. Laden eventuell nachträglich oder verändert, Klinkerfassade, zweigeschossig, fünf Achsen, zweiachsige Zwerchgiebel. | 09233821   |
|                                         | Doppelwohnhaus in offener Bebauung | Ellefelder Straße 37, 39 (Karte)                         | 1902; 1904                                               | Historisierende Klinkerfassade, wichtig für Ortsbild durch Lage an wichtiger Durchfahrtsstraße, baugeschichtlich von Bedeutung. Dreiecksgiebelverdachung der Fenster, Zwerchgiebel, zweigeschossig, je sechs Achsen. | 09233816   |
|                                         | Wohnhaus in geschlossener Bebauung | Ellefelder Straße 38 (Karte)                             | 1904                                                     | Gut dekorierte Klinker-Putz-Fassade, baugeschichtlich von Bedeutung. Klinkermischbauweise, roter Klinker, Fenster original, vier Achsen, zweigeschossig. | 09233820   |
|                                         | Wohnhaus in geschlossener Bebauung | Ellefelder Straße 40 (Karte)                             | 1904                                                     | Ehemals mit Laden, sparsam dekorierte Klinkerfassade, Zwerchhaus mit markant gestaltetem Giebel, baugeschichtlich von Bedeutung. Roter Klinker, Betonfenster- und -türgewände, Haustür original. | 09233819   |
|                                         | Mietshaus in halboffener Bebauung | Ferdinand-Lassalle-Straße 22 (Karte)                     | Bezeichnet mit 1904                                      | Repräsentative Klinkerfassade mit Balkons und Erkern, zum Teil auch Fachwerk, im Stil des Historismus, baugeschichtlich von Bedeutung. Roter und gelber Klinker, aufwendige Fassadengliederung, Zwerchgiebel, Werksteinsockel. | 09233676   |
|                                         | Mietshaus in halboffener Bebauung | Ferdinand-Lassalle-Straße 24 (Karte)                     | 1900                                                     | Repräsentative Klinker-Sandstein-Fassade, mit Erker, im Stil des Historismus, baugeschichtlich von Bedeutung. Klinkermischbauweise, Putznutung im Erdgeschoss, Polygonmauerwerk Sockel, Eckquaderung, dreigeschossig. | 09233677   |
|                                         | Mietshaus in halboffener Bebauung | Ferdinand-Lassalle-Straße 25 (Karte)                     | 1901                                                     | Mit Tordurchfahrt, Klinkerfassade, im Stil der Neorenaissance, baugeschichtlich von Bedeutung. Dreigeschossig, roter Klinker, Haustür und Fenster original, Fensterverdachungen im ersten Obergeschoss mit Dreiecksgiebelchen, sechs Achsen, Zwerchgiebel. | 09233673   |
|                                         | Mietshaus in Ecklage und in geschlossener Bebauung | Ferdinand-Lassalle-Straße 26 (Karte)                     | 1904                                                     | Mit Gaststätte, historisierender Klinkerfassade, Eckbetonung durch Erker mit Putzquaderung, städtebaulich und baugeschichtlich von Bedeutung. Dreigeschossig, Klinkermischbauweise, Obergeschoss roter Klinker, Erdgeschoss Putzquaderung, Haustür verändert, Ecktürmchen. | 09233678   |
|                                         | Mietshaus in geschlossener Bebauung | Ferdinand-Lassalle-Straße 28 (Karte)                     | 1900                                                     | Städtebaulich und baugeschichtlich von Bedeutung. Klinkerfassade, oranger Klinker, im Sockel roter Klinker, Haustür und Fenster original, Fensterverdachungen im Obergeschoss, im Mittelrisalit mit Dreiecksgiebel, Zwerchgiebel über zwei Achsen, sechs Achsen, originale Dachaufbauten, dreigeschossig. | 09233679   |
|                                         | Ehemalige Städtische Handelsschule | Ferdinand-Lassalle-Straße 29 (Karte)                     | 1910                                                     | Repräsentative Putzfassade, im Reformstil der Zeit um 1910, ortshistorisch und baugeschichtlich von Bedeutung. Türportal besondere Gestaltung, Tür verändert, Fenster original, Pilaster, Zwerchgiebel mit Dreiecksgiebel, Inschrift „Städtische Handelsschule“. | 09233674 . |
|                                         | Mietshaus in Ecklage und in geschlossener Bebauung | Ferdinand-Lassalle-Straße 32 (Karte)                     | Um 1900                                                  | Klinkerfassade mit Fachwerkgiebel und Eckerker, aufgrund seiner Lage in einem zeitgleich erbauten Straßenzug städtebaulich von Bedeutung. Dreigeschossig, Klinkermischbauweise, Erdgeschoss Putz mit Nutung und Reliefs, beide Obergeschoss roter Klinker, Ecke polygonal ausgebildet, Eckerker polygonal, Fenster eventuell Natursteineinfassungen. | 09237909   |
|                                         | Mietshaus in Ecklage und in geschlossener Bebauung (bauliche Einheit mit Rosa-Luxemburg-Straße 28) | Ferdinand-Lassalle-Straße 33 (Karte)                     | 1910                                                     | Zeittypische Putzfassade, Reformstil-Architektur, städtebaulich und baugeschichtlich von Bedeutung. Zusammenhang zu Rosa-Luxemburg-Straße 28, Bleiglasfenster im Treppenhaus, aufwändig gestaltetes Türportal mit Kupferabdeckung. | 09233691   |
|                                         | Mietshaus in geschlossener Bebauung | Ferdinand-Lassalle-Straße 34 (Karte)                     | Bezeichnet mit 1903                                      | Repräsentative, historisierende Klinker-Putz-Fassade, durch Erker betont, baugeschichtlich von Bedeutung. Klinkermischbauweise, Erker mit kannelierten Lisenen, reiche Fassadengliederung mit ornamentalem Schmuck, originale Fenster und Haustür, Putzquaderung um Tür, dreigeschossig, sechs Achsen, Zwerchgiebel. | 09233682   |
|                                         | Mietshaus in geschlossener Bebauung (bauliche Einheit mit Nr. 37 und Nr. 39) | Ferdinand-Lassalle-Straße 35 (Karte)                     | Um 1905                                                  | Reich dekorierte Klinker-Putz-Fassade mit Fachwerkzwerchgiebel, stilistisch zwischen Historismus und Jugendstil, baugeschichtlich von Bedeutung. Klinkermischbauweise, originale Haustür, Jugendstileinfluss, Fenster original, Erker, ornamentaler und figuraler Fassadenschmuck, originale Dachaufbauten, roter Klinker im Obergeschoss, Putznutung im Erdgeschoss. | 09233690   |
|                                         | Mietshaus in geschlossener Bebauung | Ferdinand-Lassalle-Straße 36 (Karte)                     | 1900                                                     | Historisierende Klinkerfassade, baugeschichtlich von Bedeutung. Klinkermischbauweise, Putznutung im Erdgeschoss, Fenster und Türen original, Obergeschoss Klinker, rot, Zwerchgiebel, sechs Achsen, dreigeschossig. | 09233683   |
|                                         | Mietshaus in geschlossener Bebauung (bauliche Einheit mit Nr. 35 und Nr. 39) | Ferdinand-Lassalle-Straße 37 (Karte)                     | 1904                                                     | Reich dekorierte Klinker-Putz-Fassade mit Fachwerkgiebeln, stilistisch zwischen Historismus und Jugendstil, baugeschichtlich von Bedeutung. Aufwendige Fassadengliederung mit ornamentalen und figuralen Verzierungen, Klinkermischbauweise, roter Klinker, Erdgeschoss Putznutung, originale Haustür mit Jugendstileinfluss, Fenster teilweise modernisiert, drei Fachwerkzwerchgiebel und Erker, Mitte betont. | 09233689   |
|                                         | Mietshaus in geschlossener Bebauung | Ferdinand-Lassalle-Straße 38 (Karte)                     | 1902                                                     | Baugeschichtlich von Bedeutung. Klinkermischbauweise, Putzquaderung im Erdgeschoss, Fenster und Türen original, dreigeschossig, fünf Achsen, erstes Obergeschoss mit waagerechten Fensterverdachungen und Dreiecksgiebelchen, Gesims, zweiachsiger Zwerchgiebel, roter Klinker. | 09233684   |
|                                         | Mietshaus in geschlossener Bebauung (bauliche Einheit mit Nr. 35 und Nr. 37) | Ferdinand-Lassalle-Straße 39 (Karte)                     | 1904                                                     | Reich dekorierte Klinker-Putz-Fassade mit Fachwerkzwerchgiebel, stilistisch zwischen Historismus und Jugendstil, baugeschichtlich von Bedeutung. Dreigeschossig, Klinkermischbauweise, Putznutung im Erdgeschoss, originale Haustür mit Jugendstilornamentik, Fenster original, Erker, reiche Fassadengliederung, figuraler und ornamentaler Schmuck. | 09233688   |
|                                         | Mietshaus in halboffener Bebauung | Ferdinand-Lassalle-Straße 40 (Karte)                     | 1903                                                     | Historistische Klinkerfassade, baugeschichtlich von Bedeutung. Roter Klinker, dreigeschossig, Zwerchgiebel, zweiachsig, fünf Achsen, Fenster und Türen original, originale Dachaufbauten. | 09233685   |
|                                         | Mietshaus in halboffener Bebauung und in Ecklage | Ferdinand-Lassalle-Straße 41 (Karte)                     | 1906                                                     | Ehemals mit Laden, repräsentative historisierende Klinkerfassade mit Eckerker, baugeschichtlich von Bedeutung. Klinkermischbauweise, Putznutung im Erdgeschoss, originale Fenster und Türen, Fenster mit Sprossenteilung in Oberlichtern, Putzstuck, Erker über zwei Etagen, dreigeschossig, Zwerchgiebel. | 09233687   |
|                                         | Mietshaus in Ecklage und in geschlossener Bebauung | Friedrich-Engels-Straße 1 (Karte)                        | 1894                                                     | Mit Laden, Putzfassade mit Ziegelgliederung, baugeschichtlich von Bedeutung. Dreigeschossig, ursprünglich mit Laden oder Gaststätte im Erdgeschoss, Klinkermischbauweise, Fenster- und Türumrahmung mit Klinker. | 09233769   |
|                                         | Mietshaus in geschlossener Bebauung | Friedrich-Engels-Straße 5 (Karte)                        | Um 1905                                                  | Einfache Klinkerfassade mit Erker über zwei Geschosse, jugendstilige Dekoration, baugeschichtlich von Bedeutung. Dreigeschossig, Tor, Fenster, Gauben original, Gesimse Beton, gelber Klinker. | 09233815   |
|                                         | Mietshaus in geschlossener Bebauung und in Ecklage | Friedrich-Engels-Straße 11 (Karte)                       | 1906                                                     | Historisierende Klinkerfassade mit jugendstiliger Dekoration, Eckbetonung, städtebaulich und baugeschichtlich von Bedeutung. Ursprünglich wahrscheinlich mit Laden, Klinkermischbauweise, oranger Klinker, Fenster teilweise original, dreigeschossig. | 09233789   |
|                                         | Turnhalle | Friedrich-Engels-Straße 20 (Pestalozzistraße 31) (Karte) | 1938                                                     | Traditioneller Putzbau, sozialgeschichtlich und baugeschichtlich von Bedeutung | 09233675   |
|                                         | Villa | Friedrich-Engels-Straße 28 (Karte)                       | 1925                                                     | Putzbau im traditionalistischen Stil der 1920er Jahre, baugeschichtlich von Bedeutung. Fassadengliederung, Gitter, Fenster. | 09233802   |
|                                         | Mietshaus in halboffener Bebauung | Friedrich-Engels-Straße 41 (Karte)                       | 1912                                                     | Zeittypische Putzfassade, Reformstil-Architektur, Teil eines geschlossenen Straßenzuges, baugeschichtlich von Bedeutung. Dreigeschossig, repräsentatives Gebäude, guter Originalzustand. | 09233791   |
|                                         | Mietshaus in geschlossener Bebauung | Friedrich-Engels-Straße 43 (Karte)                       | 1909                                                     | Zeittypische Putzfassade, Reformstil-Architektur, Teil eines geschlossenen Straßenzuges, baugeschichtlich von Bedeutung. Repräsentatives Gebäude, dreigeschossig. | 09233792   |
|                                         | Mietshaus in geschlossener Bebauung | Friedrich-Engels-Straße 45 (Karte)                       | 1910                                                     | Zeittypische Putzfassade, Reformstil-Architektur, Teil eines geschlossenen Straßenzuges, baugeschichtlich von Bedeutung. Repräsentatives Gebäude, dreigeschossig. | 09233793   |
|                                         | Mietshaus in geschlossener Bebauung (bauliche Einheit mit Nr. 49) | Friedrich-Engels-Straße 47 (Karte)                       | 1910                                                     | Zeittypische Putzfassade, Reformstil-Architektur, Teil eines geschlossenen Straßenzuges, baugeschichtlich von Bedeutung. Repräsentatives Gebäude, dreigeschossig. | 09233794   |
|                                         | Mietshaus in geschlossener Bebauung (bauliche Einheit mit Nr. 47) | Friedrich-Engels-Straße 49 (Karte)                       | 1912                                                     | Zeittypische Putzfassade, Reformstil-Architektur, Teil eines geschlossenen Straßenzuges, baugeschichtlich von Bedeutung. Repräsentatives Gebäude, dreigeschossig. | 09233795   |
|                                         | Mietshaus in geschlossener Bebauung | Friedrich-Engels-Straße 51 (Karte)                       | 1912                                                     | Zeittypische Putzfassade, Reformstil-Architektur, Teil eines geschlossenen Straßenzuges, baugeschichtlich von Bedeutung. Repräsentatives Gebäude, dreigeschossig. | 09233796   |
|                                         | Mietshaus in geschlossener Bebauung | Friedrich-Engels-Straße 53 (Karte)                       | 1912                                                     | Zeittypische Putzfassade, Reformstil-Architektur, Teil eines geschlossenen Straßenzuges, baugeschichtlich von Bedeutung. Repräsentatives Gebäude, dreigeschossig, guter Originalbestand. | 09233797   |
|                                         | Mietshaus in geschlossener Bebauung | Friedrich-Engels-Straße 57 (Karte)                       | 1912                                                     | Zeittypische Putzfassade mit Erker, Reformstil-Architektur, Teil eines geschlossenen Straßenzuges, baugeschichtlich von Bedeutung. Repräsentatives Gebäude, dreigeschossig. | 09233799   |
|                                         | Mietshaus in geschlossener Bebauung | Friedrich-Engels-Straße 59 (Karte)                       | 1911                                                     | Zeittypische Putzfassade, Reformstil-Architektur, Teil eines geschlossenen Straßenzuges, baugeschichtlich von Bedeutung. Repräsentatives Gebäude, dreigeschossig. | 09233800   |
|                                         | Mietshaus in geschlossener Bebauung und in Ecklage | Friedrich-Engels-Straße 61 (Karte)                       | 1911                                                     | Schlichte Putzfassade, Reformstil-Architektur, baugeschichtlich von Bedeutung. Teil eines geschlossenen Straßenzuges, repräsentatives Gebäude, dreigeschossig. | 09233801   |
|                                         | Mietshaus in geschlossener Bebauung | Gartenstraße 46 (Karte)                                  | Bezeichnet mit 1909                                      | Mit Laden aus Entstehungszeit, Klinkerfassade, Dekoration zwischen Jugend- und Reformstil, baugeschichtlich von Bedeutung. Gelber Klinker, ornamentaler Schmuck an Türgewänden, Schaufenster und Ladentür original, dreigeschossig, fünf Achsen, Tor verändert, Fenster teilweise original, Besonderheit ist erhaltener Laden. | 09233790   |
|                                         | Mietshaus in geschlossener Bebauung | Gartenstraße 49 (Karte)                                  | 1904                                                     | Historisierende Klinker-Putz-Fassade mit Fachwerkelementen im zweiten Obergeschoss, mittiger Erker über drei Geschosse, Jugendstildekoration, baugeschichtlich von Bedeutung. Klinkermischbauweise, dreigeschossig, Zwerchgiebel. Putzstuckornamentik, Fenster und Haustür original. | 09233788   |
|                                         | Mietshaus in geschlossener Bebauung | Gartenstraße 51 (Karte)                                  | 1904                                                     | Klinkerfassade mit Fachwerkgiebel, seitlicher Erker über drei Geschosse, stilistisch zwischen Historismus und Jugendstil, baugeschichtlich von Bedeutung. Jugendstilornamentik an Haustür, originale Fenster außer zweites Obergeschoss, Zwerchgiebel mit Fachwerkelementen, roter Klinker. | 09233787   |
|                                         | Mietshaus in geschlossener Bebauung | Gartenstraße 53 (Karte)                                  | 1904                                                     | Repräsentative Klinker-Putz-Fassade mit breitem Erker im ersten Obergeschoss, jugendstilige Dekoration, baugeschichtlich von Bedeutung. Klinkermischbauweise, Haustür verändert, Fenster original, dreigeschossig, Zwerchgiebel, ornamentaler Schmuck, leicht verändert. | 09233786   |
|                                         | Mietshaus in geschlossener Bebauung | Gartenstraße 55 (Karte)                                  | Bezeichnet mit 1905                                      | Historisierende Klinkerfassade, baugeschichtlich von Bedeutung. Klinkermischbauweise mit Putznutung im Erdgeschoss, Fenster und Türen original außer zweitem Obergeschoss, dreigeschossig, fünf Achsen, Lisenen, Zwerchgiebel. | 09233785   |
|                                         | Wohn- und Geschäftshaus (mit zwei Hausnummern) in geschlossener Bebauung | Gartenstraße 67, 69 (Karte)                              | 1912                                                     | Architektonisch anspruchsvoller Putzbau mit zwei Erkern, fügt sich harmonisch in den Straßenzug ein, Reformstil-Architektur, baugeschichtlich von Bedeutung. Originale, sehr gut erhaltene Fassadengliederung, originale Türen und Fenster, Oberlichter Fenster mit Sprossenteilung, Erker über zwei Geschosse mit Bleiglasfenstern im ersten Obergeschoss, Stuckornamentik aus Entstehungszeit, Dachausbau über drei Achsen mit rundbogigem Fenster, Gitter aus Entstehungszeit, in Tordurchfahrt Fliesen aus Entstehungszeit, Treppenhaus mit Bleiglasfenstern, wie Doppelhaus gestaltet mit identischer Fassadengestaltung, eine gemeinsame Toreinfahrt, im Erdgeschoss Produktions- und Versandräume in gesamter Etage, in beiden Obergeschossen jeweils zwei Wohnungen pro Etage mit identischen Grundrissen. | 09233782   |
|                                         | Mietshaus in geschlossener Bebauung | Gartenstraße 68 (Karte)                                  | 1905                                                     | Historisierende Putzfassade, baugeschichtlich von Bedeutung. Teilweise Putzquaderung und Putznutung, unterschiedliche Putzstrukturen, Betonfenstergewände, dreigeschossig, Mittelrisalit mit gebundenen Fenstern, originale Haustür, Fachwerkelemente im Zwerchgiebel, originale Gauben. | 09233781   |
|                                         | Mietshaus in geschlossener Bebauung | Gartenstraße 70 (Karte)                                  | 1906                                                     | Historisierende Putzfassade mit Putznutung im Erdgeschoss, jugendstilige Dekoration, baugeschichtlich von Bedeutung. Jugendstilornamentik an Haustür, Erker mit Fachwerkabschluss über drei Etagen, blechverkleidet, Fenster teilweise original. | 09233780   |
|                                         | Wohnhaus in offener Bebauung | Grünbacher Straße 5 (Karte)                              | 1899                                                     | Historisierende Klinkerfassade mit Balkon am überhöhten Mittelrisalit, baugeschichtlich von Bedeutung. Schmiedeeisernes Balkongitter, roter Klinker, zweigeschossig, Fenster nur teilweise aus Entstehungszeit, Turm mit Helmdach. | 09233745   |
|                                         | Wohnhaus in halboffener Bebauung | Grund 13 (Karte)                                         | Vor 1800                                                 | Obergeschoss Fachwerk verbrettert, Segmentbogenportal, baugeschichtlich von Bedeutung. Fachwerk auch teilweise im Erdgeschoss, Obergeschoss über Erdgeschoss vorkragend, Satteldach, Haus traufseitig erweitert, Stichbogenportal mit Schlussstein, aufgedoppelte Tür, im Inneren weitestgehend original erhalten, bildet Häusertrempel mit umgebenden Häusern, gehört zu ältesten Bebauung Falkensteins vor Stadtbrand, schmales Haus über zwei Achsen. | 09233920   |
|                                         | Wohnhaus in offener Bebauung | Grund 19 (Karte)                                         | Um 1800                                                  | Obergeschoss Fachwerk verbrettert, Erdgeschoss ebenfalls verbrettert, mit Blockstube, baugeschichtlich von Bedeutung. Verkleidet, Fenster und Türen erneuert, Krüppelwalmdach. | 09233921   |
|                                         | Wohnhaus in offener Bebauung | Grund 21 (Karte)                                         | Bezeichnet mit 1791                                      | Schlichter Putzbau, baugeschichtlich von Bedeutung. Originales Türportal, eventuell noch Fachwerk-Obergeschoss, Satteldach. | 09233922   |
|                                         | Wohnhaus (Umgebinde) in offener Bebauung | Grund 23 (Karte)                                         | Um 1800                                                  | Eingeschossiges verbrettertes Gebäude mit Blockstube und Umgebindekonstruktion, in vogtlandtypischer Bauweise, baugeschichtlich von Bedeutung. Satteldach, verkleidet, Kniestock. | 09233923   |
|                                         | Wohnhaus in offener Bebauung | Hammerbrücker Straße 1 (Karte)                           | 1899                                                     | Eingeschossiger Putzbau im Stil des Historismus, baugeschichtlich von Bedeutung. Balkon, Türüberdachung, waagerechter Fensterverdachung, ausgebauter Zwerchgiebel, Krüppelwalmdach, Betonfenstergewände, aufwändige Fassadengliederung, vermutlich ehemals Teil der naheliegenden Brauerei („Bürgerliche Brauhaus AG“) am Brauereiweg. | 09233927   |
|                                         | Lutherhaus der Kirchgemeinde Zum Heiligen Kreuz (mit Wohnungen) | Hauptstraße 1a (Karte)                                   | 1910                                                     | Zeittypisches Gemeindehaus in ausgezeichnetem Originalzustand, künstlerischer Wert durch die Qualität der Fassadenausbildung, städtebauliche Bedeutung durch die dominante Lage, von baugeschichtlichem und stadtgeschichtlichem Wert. Putzfassade, guter Originalzustand, Jugendstilornamentik. | 09233862   |
|                                         | Schule | Hauptstraße 2 (Karte)                                    | 1886                                                     | Repräsentatives Schulgebäude, Klinkerfassade, im Stil des Historismus, baugeschichtlich von Bedeutung. Klinkermischbauweise, Putzquaderung im Erdgeschoss, Sockel Polygonmauerwerk, Türen und Fenster entstellend verändert, Eckquaderung, roter Klinker, dreigeschossig, Mittel- und Seitenrisalit, Fensterverdachung waagerecht im zweiten Obergeschoss, im ersten Obergeschoss waagerechte Fensterverdachung oder Dreiecksgiebelchen, am Mittelfenster Segmentgiebel, kannelierte Pilaster an Fassade bei Aula. | 09233861   |
|                                         | Wohnhaus in geschlossener Bebauung | Hauptstraße 5 (Karte)                                    | Um 1870, später überformt                                | Mit Laden und ehemaligem Kaffeehaus, baugeschichtlich von Bedeutung. Wohnung im Obergeschoss, Satteldach, Mittelrisalit, zweigeschossig. | 09233595   |
|                                         | Ehemaliges Bankgebäude der Vogtländischen Bank, jetzt Verwaltungsgebäude | Hauptstraße 5b (Karte)                                   | Vor 1912                                                 | Repräsentatives Bauwerk im Reformstil der Zeit um 1910, Architekten: Zapp & Basarke aus Chemnitz, sehr guter Originalzustand, ortshistorisch, städtebaulich und baugeschichtlich von Bedeutung. Ortsbildprägende Wirkung, Putznutung im Erdgeschoss, ornamentaler Fassadenschmuck. | 09233593   |
|                                         | Mietshaus in geschlossener Bebauung | Hauptstraße 7 (Karte)                                    | 1884                                                     | Mit Laden, historistische Klinkerfassade, reicher ornamentaler Schmuck, baugeschichtlich von Bedeutung. Bogenfenster und Tor mit Rundbogen, Mezzaningeschoss, gelber Klinker mit rotem Klinker und andersfarbigem Stein abgesetzt, Lisenen mit Quaderung und Putz, dreigeschossig, zwei Seitenrisalite, dort Säulen aus Klinker. | 09233766   |
|                                         | Mietshaus in geschlossener Bebauung | Hauptstraße 15 (Karte)                                   | 1869, später überformt                                   | Mit Laden, reich gestaltete Klinkerfassade, baugeschichtlich von Bedeutung. Klinkermischbauweise, im Erdgeschoss Putz, Ladenzone und Fenster verändert, gelber Klinker, roter Klinker als Ornament, Überschlagsgesimse im Obergeschoss, im ersten Obergeschoss über den Fenstern Köpfchen aus gebranntem Ziegel, Bogenfries unter Dach. | 09233765   |
|                                         | Mietshaus in ehemals geschlossener Bebauung | Hauptstraße 16 (Karte)                                   | 1882                                                     | Mit Laden, historisierende Klinkerfassade, baugeschichtlich von Bedeutung. Klinkermischbauweise, oranger Klinker, Fensterverdachungen mit Segmentgiebelchen bzw. Dreiecksgiebelchen, dreigeschossig, Segmentgiebelchen im ersten Obergeschoss, im zweiten Obergeschoss Dreiecksgiebelchen, Erdgeschoss Putzquaderung, Haustür und Fenster verändert, Konsolen unter Dach. | 09233594   |
|                                         | Mietshaus in geschlossener Bebauung und in Ecklage | Hauptstraße 17 (Karte)                                   | 1888                                                     | Mit Laden, historisierende Klinkerfassade, Eckbetonung durch Eckerker, baugeschichtlich von Bedeutung. Klinkermischbauweise, Bossenquaderung im Erdgeschoss, ehemalige Ladentür zugesetzt, dreigeschossig, Dreiecksgiebelchen als Fensterverdachungen im ersten Obergeschoss, im zweiten Obergeschoss waagerechte Fensterverdachungen, roter Klinker. | 09233764   |
|                                         | Wohnhaus in Ecklage und in geschlossener Bebauung | Hauptstraße 48 (Karte)                                   | 1894                                                     | Historisierende Klinkerfassade, baugeschichtlich von Bedeutung. Oranger Klinker mit schwarzglasierten Ziegeln abgesetzt, Fenster und Tür mit rundbogigem Abschluss platzbildend, ursprünglich Blusenstepperei, Dachausbauten original. | 09233762   |
|                                         | Wohnhaus in offener Bebauung, ehemals Verwaltungsgebäude einer Fabrik | Heinrich-Heine-Straße 12 (Karte)                         | Um 1905                                                  | Mehrfarbige Klinkerfassade, ursprünglich zur benachbarten Gardinenweberei gehörend, ortsgeschichtlich von Bedeutung. Vermutlich Angestelltenwohnhaus, roter Klinker, Lisenen gelber Klinker, dreigeschossig, fünf Achsen. | 09233830   |
|                                         | Fabrikanlage der VEB Falkensteiner Gardinen- und Spitzenwebereien (Falgard), Werk 5 | Heinrich-Heine-Straße 14 (Karte)                         | 1890, später erweitert                                   | Klinkerbauten einer Textilfabrik, ortsgeschichtlich von Bedeutung. Fabrik- und Verwaltungskomplex, verschiedene Bauphasen um 1900 und nachfolgend. | 09233829   |
|                                         | Mietshaus in Ecklage und in geschlossener Bebauung | Lessingstraße 1 (Karte)                                  | 1901                                                     | Mit Laden, reich dekorierte Klinkerfassade mit Eckerker, städtebaulich und baugeschichtlich von Bedeutung. Klinkermischbauweise, Putznutung, roter Klinker, reicher ornamentaler Schmuck, Gauben original, Fenster verändert. | 09233776   |
|                                         | Wohnhaus in halboffener Bebauung | Lindenstraße 18 (Karte)                                  | Um 1890                                                  | Historistische Klinkerfassade, turmartige Eckgestaltung, Kopfbau einer Wohnhauszeile, städtebaulich und baugeschichtlich von Bedeutung. Reiche Fassadengliederung, dreigeschossig, Fensterverdachung waagerecht und Dreiecksgiebelchen, platzbildend. | 09233863   |
|                                         | Wohnhaus in geschlossener Bebauung | Lochsteinweg 4 (Karte)                                   | 1904                                                     | Reich dekorierte Klinker-Putz-Fassade, Jugendstildekoration, baugeschichtlich von Bedeutung. Klinkerlisenen, originale Haustür und Fenster, Muschelornament im Zwerchgiebel, Zwerchgiebel zwei Achsen, ansonsten fünf Achsen, zweigeschossig, originale Dachausbauten. | 09233746   |
|                                         | Wohnhaus in geschlossener Bebauung und in Ecklage | Louis-Müller-Straße 2 (Karte)                            | Um 1905                                                  | Mit Laden, historisierende Klinkerfassade, Eckbetonung mit Haube, baugeschichtlich von Bedeutung. Orangeroter Klinker, Erdgeschoss Putzfassade, Laden aus Entstehungszeit, Ecke dreigeschossig, Haus zweigeschossig, Zwerchgiebel. | 09233892   |
|                                         | Wohnhaus in geschlossener Bebauung | Louis-Müller-Straße 4 (Karte)                            | Um 1905                                                  | Historisierende Klinkerfassade, mit Erker und Fachwerkgiebel, baugeschichtlich von Bedeutung. Fachwerk Zwerchgiebel, originale Gauben, zweigeschossig, Haustür und Fenster original, orangeroter Klinker, Betonfenstergewände und -türeinfassung, Tür mit Oberlicht. | 09233891   |
|                                         | Wohnhaus in geschlossener Bebauung | Louis-Müller-Straße 6 (Karte)                            | Um 1905                                                  | Historisierende Klinkerfassade, baugeschichtlich von Bedeutung. Mittelrisalit, schöne Haustür, betont, Schlussstein als Köpfchen ausgebildet, Dreiecksgiebel mit Muschelmotiv über Haustür, waagerechte Fensterverdachung im Obergeschoss, zweigeschossig, fünf Achsen, Zwerchgiebel über zwei Achsen, ornamentaler Schmuck, Fries, Volutengiebel. | 09233890   |
|                                         | Wohnhaus in geschlossener Bebauung | Louis-Müller-Straße 12 (Karte)                           | Um 1905                                                  | Historisierende Klinkerfassade, Jugendstildekoration, baugeschichtlich von Bedeutung. Fünf Achsen, zweigeschossig, Haustür und Fenster original, Zwerchgiebel verändert, Tür betont durch figurale Elemente. | 09233889   |
|                                         | Wohnhaus in geschlossener Bebauung (bauliche Einheit mit Nr. 16) | Louis-Müller-Straße 14 (Karte)                           | Um 1905                                                  | Historisierende Klinkerfassade, baugeschichtlich von Bedeutung. Betonfenstergewände, Tür betont, Haustür und Fenster verändert, zweigeschossig, fünf Achsen, Dachausbau, Zwerchgiebel über zwei Achsen. | 09233888   |
|                                         | Wohnhaus in geschlossener Bebauung (bauliche Einheit mit Nr. 14) | Louis-Müller-Straße 16 (Karte)                           | Um 1905                                                  | Historisierende Klinkerfassade, baugeschichtlich von Bedeutung. Orangeroter Klinker, Haustür und Fenster original, fünf Achsen, zweigeschossig, Zwerchgiebel über zwei Achsen. | 09233887   |
|                                         | Mietshaus in geschlossener Bebauung und in Ecklage | Louis-Müller-Straße 22 (Karte)                           | Um 1905                                                  | Mit Laden, zeittypische Putz-Klinker-Fassade mit Fachwerkelementen, städtebaulich und baugeschichtlich von Bedeutung. Klinkermischbauweise, Fenster und Türen verändert, Fachwerk Zwerchgiebel. | 09233901   |
|                                         | Wohnhaus in geschlossener Bebauung | Louis-Müller-Straße 24 (Karte)                           | Um 1900                                                  | Historisierende Klinkerfassade, baugeschichtlich von Bedeutung. Zweigeschossig, fünf Achsen, originaler Haustür, Fenster nur teilweise original, orangeroter Klinker, Betonfenstergewände. | 09233902   |
|                                         | Wohnhaus in geschlossener Bebauung | Louis-Müller-Straße 25 (Karte)                           | Um 1905                                                  | Historisierende Klinkerfassade, baugeschichtlich von Bedeutung. Originale Haustür, orangeroter Klinker, Garageneinbau, zweiachsiger Zwerchgiebel, Fenster erneuert. | 09233905   |
|                                         | Wohnhaus in geschlossener Bebauung | Louis-Müller-Straße 30 (Karte)                           | Bezeichnet mit 1906                                      | Historisierende Klinkerfassade, Jugendstildekoration, baugeschichtlich von Bedeutung. Originale Fenster und Haustür, fünf Achsen, zweigeschossig, Zwerchgiebel über zwei Achsen, originale Gitter an Kellerfenstern. | 09233907   |
|                                         | Wohnhaus in geschlossener Bebauung (bauliche Gestaltung wie Nr. 36) | Louis-Müller-Straße 32 (Karte)                           | Um 1905                                                  | Historisierende Klinkerfassade, Jugendstildekoration, baugeschichtlich von Bedeutung. Klinkermischbauweise, originale Haustür und Fenster, Zwerchgiebel über zwei Achsen, dort neue Fenster, Gauben entstellend, fünf Achsen, zweigeschossig. | 09233909   |
|                                         | Wohnhaus in geschlossener Bebauung (bauliche Gestaltung wie Nr. 32) | Louis-Müller-Straße 36 (Karte)                           | Um 1905                                                  | Historisierende Klinkerfassade, Jugendstildekoration, baugeschichtlich von Bedeutung. Originale Fenster und Haustür, Klinkermischbauweise, orangeroter Klinker, Zwerchgiebel über zwei Achsen, relativ reiche Fassadengliederung, fünf Achsen, zweigeschossig. | 09233911   |
|                                         | Wohnhaus in geschlossener Bebauung | Lutherstraße 4 (Karte)                                   | Um 1900                                                  | Historisierende Klinkerfassade, baugeschichtlich von Bedeutung. Orangeroter Klinker, originale Haustür und Fenster mit Gitter, zweigeschossig, fünf Achsen, Dachausbau über zwei Achsen. | 09233883   |
|                                         | Wohnhaus in geschlossener Bebauung | Lutherstraße 6 (Karte)                                   | Um 1905                                                  | Historisierende Klinkerfassade, baugeschichtlich von Bedeutung. Zweigeschossig, Dachausbau über zwei Achsen, leichter Mittelrisalit, orangeroter Klinker, Betonfenstergewände, originale Tür und Fenster. | 09233884   |
|                                         | Mietshaus in geschlossener Bebauung und in Ecklage | Lutherstraße 7 (Karte)                                   | Um 1905                                                  | Mit Laden, historisierende Klinkerfassade, Eckbetonung, städtebaulich und baugeschichtlich von Bedeutung. Zweigeschossig, Zwerchgiebel, Haustür original, Fenster teilweise verändert. | 09233885   |
|                                         | Wohnhaus in geschlossener Bebauung (bauliche Einheit mit Nr. 14) | Lutherstraße 12 (Karte)                                  | Um 1905                                                  | Historisierende Klinkerfassade, baugeschichtlich von Bedeutung. Fünf Achsen, zweigeschossig, originale Haustür und Gitter, oranger Klinker. | 09233893   |
|                                         | Wohnhaus in geschlossener Bebauung (bauliche Einheit mit Nr. 12) | Lutherstraße 14 (Karte)                                  | Um 1905                                                  | Historisierende Klinkerfassade, baugeschichtlich von Bedeutung. Fünf Achsen, zweigeschossig, orange, Sonnenmotiv im Giebel, originale Haustür mit Gitter. | 09233894   |
|                                         | Wohnhaus in geschlossener Bebauung (bauliche Einheit mit Nr. 18) | Lutherstraße 16 (Karte)                                  | Um 1905                                                  | Historisierende Klinkerfassade, baugeschichtlich von Bedeutung. Fünf Achsen, zweigeschossig, roter Klinker, originale Fenster, volutenartiger Zwerchgiebel, Thermenfenster. | 09233895   |
|                                         | Wohnhaus in geschlossener Bebauung (bauliche Einheit mit Nr. 16) | Lutherstraße 18 (Karte)                                  | Um 1905                                                  | Historisierende Klinkerfassade, baugeschichtlich von Bedeutung. Roter Klinker, fünf Achsen, zweigeschossig. | 09233896   |
|                                         | Wohnhaus in offener Bebauung, mit seitlicher Einfriedung | Melanchthonstraße 1 (Karte)                              | Um 1907                                                  | Villenartiges Gebäude, Klinker-Putz-Fassade mit Fachwerkzwerchgiebel, Jugendstildekoration, baugeschichtlich von Bedeutung, schöne Haustür mit Gitter | 09233916   |
|                                         | Wohnhaus in geschlossener Bebauung | Melanchthonstraße 2 (Karte)                              | Um 1905                                                  | Historisierende Klinkerfassade, baugeschichtlich von Bedeutung. Volutenzwerchgiebel, relativ reich verziert, Haustür mit Oberlicht, Klinkermischbauweise, fünf Achsen, zweigeschossig, orangeroter Klinker, Fenster verändert. | 09233912   |
|                                         | Wohnhaus in geschlossener Bebauung | Melanchthonstraße 4 (Karte)                              | Um 1905                                                  | Historisierende Klinkerfassade, Jugendstildekoration, baugeschichtlich von Bedeutung. Originale Haustür, Fenster verändert, zweigeschossig, fünf Achsen, Seitenrisalit mit Zwerchgiebel über zwei Achsen, herzförmiges Fenster, Beton- bzw. Putzornamentik, Haustür überdacht. | 09233913   |
|                                         | Wohnhaus in geschlossener Bebauung | Melanchthonstraße 6 (Karte)                              | Um 1905                                                  | Historisierende Putz-Klinker-Fassade, baugeschichtlich von Bedeutung. Klinkermischbauweise, Mittelrisalit, zweiachsiger Zwerchgiebel, Tür mit Dreiecksgiebel überdacht, originale Haustür, Fenster verändert, orangeroter Klinker, Muschelmotiv im Giebeldreieck. | 09233914   |
|                                         | Mietshaus in halboffener Bebauung | Mosenstraße 1 (Karte)                                    | 1906                                                     | Putzfassade mit Erker über zwei Geschosse, seitlicher Fachwerkgiebel, Reformstil-Architektur, baugeschichtlich von Bedeutung. Teil eines Doppelhauses (mit Nummer 3), zeittypische Ornamentik, Putzfassade, originale Haustür und Fenster. | 09233779   |
|                                         | Wohnhaus in Ecklage und in geschlossener Bebauung | Mozartstraße 2 (Karte)                                   | 1897                                                     | Historisierender Klinkerfassade, polygonale Eckbetonung (ehemals mit Balkon), baugeschichtlich von Bedeutung. Roter Klinker, Fenster nur teilweise original, zweigeschossig, Ecke dreigeschossig, waagerechte Fensterverdachungen bzw. mit Dreiecksgiebelchen, Dachausbauten original. | 09233730   |
|                                         | Wohnhaus in geschlossener Bebauung | Mozartstraße 5 (Karte)                                   | 1906                                                     | Historisierender Klinker-Putz-Fassade mit Fachwerkelementen, ehemals mit Stickerei im Hof, ortsentwicklungsgeschichtlich und baugeschichtlich von Bedeutung. Klinkermischbauweise, roter Klinker, Betonfenstergewände, Gitter, Haustür und Fenster original, zweigeschossig, Dachausbau mit Fachwerkelementen. | 09233761   |
|                                         | Mietshaus in Ecklage und in halboffener Bebauung | Oelsnitzer Straße 1 (Karte)                              | Um 1900                                                  | Mit Eckladen, historisierende Putz-Klinker-Fassade mit Eckbetonung, städtebaulich und baugeschichtlich von Bedeutung. 1904 durch Stadtbaumeister Meyer (Ausführender: Franz Kaiser, Falkenstein) für den Arzt Dr. Hugo Oskar Tschaeche errichtet, es dominiert es die Kreuzung Oelsnitzer Straße / Rudolf-Breitscheid-Straße und stellt so den Auftakt des entsprechenden Stadterweiterungsquartiers dar. Das dreigeschossige Gebäude mit Dachausbauten weist eine durchdachte Gliederung auf, die auch der straßenbildprägenden Situation als Eckhaus Rechnung trägt: dem Baukörper aus glattem rotem Klinkermauerwerk sind als kolossale Vertikalen drei flache, helle Putzrisalite von jeweils zwei Achsen vorgesetzt, die in unterschiedlich geformten, steilen Giebeln mit Dachüberständen enden. Der mittlere von ihnen hat einen Giebel mit Zierfachwerk, ist schräg gestellt und betont die Ecksituation auch durch einen zusätzlichen flachen Erker im Bereich der zwei Obergeschosse. Horizontal verlaufen mehrere helle Putzbänder am Haus, teilweise durch die Kämpferzonen der Fenster hindurch, so dass eine interessante Rhythmisierung der Fassade erreicht wird. Hell und veredelnd sind im Bereich des dunkleren Klinkers auch die reliefierten Kunststeinrahmungen der Fenster, welche in jedem Geschoss anders gruppiert sind: im zweiten Obergeschoss mit regelmäßigen Abständen, im ersten gekoppelt mit Bogenfriesbekrönung und im Erdgeschoss als große Thermenfenster mit zurückspringender Rahmung bzw. als Segmentbogenfenster – alle mit profilierten Schlusssteinen. Selbst die Kellerfenster sind noch mit Vorhangbögen dekoriert. Ist durch diese Rhythmisierungen bereits das prägnante Gesicht des Hauses hergestellt, so wird dieses noch weiter ausgebildet durch Reliefpartien mit gegenständlichen Motiven (u. a. Drachen), die sich teilweise unter den Fensterkonsolen befinden. Im Inneren des Bauwerks setzt sich das aufwändige Dekor in Form von zahlreichen wertvollen und umfassend sanierten jugendstiligen Türen fort. | 09305247   |
|                                         | Mietshaus in Ecklage und in geschlossener Bebauung | Oelsnitzer Straße 2 (Karte)                              | 1897                                                     | Mit Laden, sparsam dekorierte, historistische Klinkerfassade, städtebaulich und baugeschichtlich von Bedeutung. Städtebauliche Bedeutung, Fassadengliederung erhalten, roter Klinker, dreigeschossig, Fensterverdachungen im ersten Obergeschoss mit gebrochenen Dreiecksgiebeln und waagerechten Fensterverdachungen, Türen und Fenster verändert. | 09233770   |
|                                         | Wohnhaus in offener Bebauung, mit seitlicher Einfriedung | Oelsnitzer Straße 3 (Karte)                              | 1901                                                     | Historisierende Klinker-Putz-Fassade, baugeschichtlich von Bedeutung. Klinkermischbauweise, Putzquaderung im Erdgeschoss, Fenster original, sieben Achsen, zweigeschossig. | 09233771   |
|                                         | Wohnhaus in geschlossener Bebauung | Oelsnitzer Straße 16 (Karte)                             | 1899                                                     | Historisierende Klinkerfassade, baugeschichtlich von Bedeutung. Fünf Achsen, zweigeschossig, Dachausbau über zwei Achsen, Tür original, neue Fenster, roter Klinker. | 09233772   |
|                                         | Wohnhaus in geschlossener Bebauung (bauliche Einheit mit Nr. 22) | Oelsnitzer Straße 20 (Karte)                             | 1911                                                     | Historisierende Klinkerfassade, neogotische Anklänge, baugeschichtlich von Bedeutung. Roter Klinker, Fenster erneuert. | 09233773   |
|                                         | Wohnhaus in geschlossener Bebauung (bauliche Einheit mit Nr. 20) | Oelsnitzer Straße 22 (Karte)                             | 1900                                                     | Historisierende Klinkerfassade, neogotische Anklänge, baugeschichtlich von Bedeutung. Roter Klinker, Fenster nur teilweise original, zweigeschossig, fünf Achsen, Dachausbau zweiachsig. | 09233774   |
|                                         | Mietshaus in Ecklage und in geschlossener Bebauung | Oelsnitzer Straße 24 (Karte)                             | 1903                                                     | Mit Laden, historisierende Klinkerfassade, Jugendstildekoration, turmartige Eckbetonung, städtebaulich und baugeschichtlich von Bedeutung. Roter Klinker, Stuckornamentik. | 09233775   |
|                                         | Mietshaus in Ecklage und offener Bebauung, mit seitlicher Einfriedung | Oelsnitzer Straße 26 (Karte)                             | 1904                                                     | Zeittypische Putz-Klinker-Fassade mit markanten Zierfachwerk-Giebeln, jugendstilige Dekoration, städtebaulich und baugeschichtlich von Bedeutung. Jugendstilornamentik, Klinkermischbauweise mit Fachwerkelementen, verziert, leicht hervorkragendes Dach, sehr guter Originalzustand, architektonisch gut gestalteter Baukörper. | 09233777   |
|                                         | Doppelwohnhaus in geschlossener Bebauung | Oelsnitzer Straße 28, 30 (Karte)                         | 1903                                                     | Historisierende Klinkerfassade mit reicher Fassadengliederung, baugeschichtlich von Bedeutung. Klinkermischbauweise, Fenster erneuert, roter Klinker, je vier Achsen und zweigeschossig, Dachausbau. | 09233778   |
|                                         | Wohnhaus in halboffener Bebauung (Schweizer Häuser) | Oelsnitzer Straße 86 (Karte)                             | 1900                                                     | Teil eines Doppelwohnhauses (mit Nummer 84), Putzfassade mit Ziegelgliederung, wohl Arbeiterwohnhaus, ortsgeschichtlich von Bedeutung. Fünf Achsen, Satteldach, Zwerchgiebel. | 09233808   |
|                                         | Wohnhaus in offener Bebauung (Schweizer Häuser) | Oelsnitzer Straße 88 (Karte)                             | 1900                                                     | Putzfassade mit Ziegelgliederung, wohl Arbeiterwohnhaus, ortsgeschichtlich von Bedeutung. Klinkermischbauweise, Satteldach, fünf Achsen, eingeschossig. | 09233807   |
|                                         | Doppelwohnhaus in offener Bebauung (Schweizer Häuser) | Oelsnitzer Straße 90, 92 (Karte)                         | 1899                                                     | Putzfassade mit Ziegelgliederung, wohl Arbeiterwohnhaus, ortsgeschichtlich von Bedeutung. Klinkermischbauweise, Klinkereckquaderung und Klinkereinfassung der Fenster, schlichte Gestaltung, eingeschossig, Zwerchgiebel, acht Achsen, Satteldach. | 09233806   |
|                                         | Doppelwohnhaus in offener Bebauung (Schweizer Häuser) | Oelsnitzer Straße 98, 100 (Karte)                        | 1901                                                     | Putzfassade mit Ziegelgliederung, wohl Arbeiterwohnhaus, ortsgeschichtlich von Bedeutung. Alle Gebäude ähnliche Gestaltung. Doppelhaushälfte: dreiachsig, Zwerchgiebel, Klinkermischbauweise. | 09233810   |
|                                         | Wohnhaus in offener Bebauung (Schweizer Häuser) | Oelsnitzer Straße 102 (Karte)                            | 1902                                                     | Putzfassade mit Ziegelgliederung, wohl Arbeiterwohnhaus, ortsgeschichtlich von Bedeutung. Eingeschossig, Zwerchgiebel. | 09233811   |
|                                         | Wohnhaus in offener Bebauung (Schweizer Häuser) | Oelsnitzer Straße 104 (Karte)                            | 1902                                                     | Putzfassade mit Ziegelgliederung, wohl Arbeiterwohnhaus, ortsgeschichtlich von Bedeutung | 09233812   |
|                                         | Mietshaus in geschlossener Bebauung (bauliche Einheit mit Nr. 9) | Pestalozzistraße 7 (Karte)                               | 1889                                                     | Historisierender Klinkerbau mit Erker, baugeschichtlich von Bedeutung. Gelber Klinker, originale Haustür, Fenster nur teilweise original, Zwerchgiebel, dreigeschossig. | 09233703   |
|                                         | Mietshaus in geschlossener Bebauung (bauliche Einheit mit Nr. 7) | Pestalozzistraße 9 (Karte)                               | 1899                                                     | Historisierender Klinkerbau mit Erker, baugeschichtlich von Bedeutung. Gelber Klinker, Zwerchgiebel, Fenster nur teilweise original, dreigeschossig. | 09233704   |
|                                         | Wohnhaus in geschlossener Bebauung | Pestalozzistraße 12 (Karte)                              | 1898                                                     | Historisierende Klinkerfassade, baugeschichtlich von Bedeutung. Zweigeschossig, fünf Achsen, roter Klinker, Zwerchgiebel über zwei Achsen, originale Fenster und Türen. | 09233705   |
|                                         | Wohnhaus in geschlossener Bebauung | Pestalozzistraße 14 (Karte)                              | 1898                                                     | Historisierende Klinkerfassade, baugeschichtlich von Bedeutung. Zweigeschossig, fünf Achsen, Zwerchgiebel über zwei Achsen, Fenster im Erdgeschoss verändert, Haustür original. | 09233706   |
|                                         | Wohnhaus in geschlossener Bebauung | Pestalozzistraße 16 (Karte)                              | 1898                                                     | Historisierende Klinkerfassade, baugeschichtlich von Bedeutung. Zweigeschossig, fünf Achsen, Zwerchgiebel über zwei Achsen, originale Türen und Fenster. | 09233707   |
|                                         | Doppelmietshaus in geschlossener Bebauung | Pestalozzistraße 17, 19 (Karte)                          | 1905                                                     | Reich gestaltete Klinkerfassade mit zwei Erkern und Balkons, im Stil des Historismus, baugeschichtlich von Bedeutung. Brüstungsfelder unter Fenstern mit Betonreliefs, Fenstergewände aus rotem Betonguss, Haustür und Fenster original, gelber Klinker, Zwerchgiebel, Brüstung mit Dreipass. | 09233716   |
|                                         | Mietshaus in Ecklage und in geschlossener Bebauung | Pestalozzistraße 18 (Karte)                              | 1898                                                     | Ehemals mit Laden, historistischer Klinkerbau, Eckbetonung durch Erker, städtebaulich und baugeschichtlich von Bedeutung. Roter Klinker, schön gestaltete Fassade, Haustür original, Ladentür verändert, Fenster teilweise original, dreigeschossig, Zwerchgiebel. | 09233667   |
|                                         | Mietshaus in Ecklage und in geschlossener Bebauung | Pestalozzistraße 20 (Karte)                              | 1902                                                     | Sparsam dekorierte, historisierende Klinkerfassade, städtebaulich und baugeschichtlich von Bedeutung. Klinkermischbauweise mit Putzquaderung im Erdgeschoss, originale Haustür und Fenster, roter Klinker. | 09233666   |
|                                         | Mietshaus in geschlossener Bebauung | Pestalozzistraße 21 (Karte)                              | 1900                                                     | Historisierende Klinkerfassade, baugeschichtlich von Bedeutung. Roter Klinker, dreigeschossig, fünf Achsen, Zwerchgiebel über drei Achsen verändert, Fenster und Haustür original. | 09233715   |
|                                         | Mietshaus in geschlossener Bebauung | Pestalozzistraße 22 (Karte)                              | 1902                                                     | Historisierende Klinkerfassade, Zwerchhaus mit Stufengiebel, baugeschichtlich von Bedeutung. Klinkermischbauweise, Putznutung im Erdgeschoss, originale Haustür und Fenster, dreigeschossig, fünf Achsen, Zwerchgiebel über zwei Achsen, roter Klinker, Fensterverdachungen waagerecht und mit Dreiecksgiebelchen. | 09233708   |
|                                         | Mietshaus in geschlossener Bebauung | Pestalozzistraße 23 (Karte)                              | 1903                                                     | Historisierende Klinkerfassade, baugeschichtlich von Bedeutung. Putznutung am Sockel, originale Haustür und Fenster, ornamentaler Schmuck, Fensterverdachungen im ersten Obergeschoss waagerecht bzw. mit Dreiecksgiebelchen, fünf Achsen, dreigeschossig, Zwerchgiebel über zwei Achsen. | 09233714   |
|                                         | Mietshaus in geschlossener Bebauung | Pestalozzistraße 24 (Karte)                              | 1902                                                     | Historisierende Klinker-Putz-Fassade, figuraler und ornamentaler Fassadenschmuck, baugeschichtlich von Bedeutung. Klinkermischbauweise, oranger Klinker, Haustür und Fenster original, betonte Hausmitte, Zwerchgiebel über drei Achsen, sechs Achsen, dreigeschossig. | 09233709   |
|                                         | Mietshaus in geschlossener Bebauung | Pestalozzistraße 26 (Karte)                              | 1902                                                     | Ausgewogen dekorierte, historisierende Klinkerfassade, baugeschichtlich von Bedeutung. Roter Klinker, dreigeschossig, sieben Achsen, davon jeweils zwei gebundene Fenster, Haustür und Fenster original, Zwerchgiebel über zwei Achsen, Dachhäuschen schön gestaltet. | 09233710   |
|                                         | Mietshaus in geschlossener Bebauung | Pestalozzistraße 28 (Karte)                              | 1901                                                     | Abwechslungsreich gegliederte, historisierende Klinkerfassade, baugeschichtlich von Bedeutung. Roter Klinker, Haustür und Fenster original, fünf Achsen, Zwerchgiebel, Risalit, Fenster und Dachaufbauten original. | 09233711   |
|                                         | Mietshaus in geschlossener Bebauung | Pestalozzistraße 30 (Karte)                              | 1901                                                     | Historisierende Klinkerfassade, baugeschichtlich von Bedeutung. Roter Klinker, Haustür und Fenster original, dreigeschossig, fünf Achsen, Zwerchgiebel über zwei Achsen, originale Dachaufbauten. | 09233712   |
| Weitere Bilder                          | Wilhelm-Adolph-von-Trützschler-Schule | Pestalozzistraße 31 (Friedrich-Engels-Straße 20) (Karte) | 1899–1900 (Schule, Nordflügel); 1907 (Schule, Südflügel) | Schulgebäude ein repräsentativer Klinkerbau, im Stil des Historismus, sozialgeschichtlich und baugeschichtlich von Bedeutung. Klinkerfassade mit Eckquaderung, Gesims, Zwerchgiebel, Mittelrisalit, roter Klinker, Obergeschoss gelber Klinker. | 09233675   |
|                                         | Mietshaus in geschlossener Bebauung | Plauensche Straße 3 (Karte)                              | Bezeichnet mit 1898                                      | Mit Laden, markante Putzfassade mit Volutengiebel, im Stil der Deutschen Neorenaissance, baugeschichtlich von Bedeutung. Ehemalige Bäckerei, Zwerchgiebel, dreigeschossig, Erdgeschoss mit originalem Laden und Haustür. | 09233636   |
|                                         | Mietshaus in geschlossener Bebauung | Plauensche Straße 6 (Karte)                              | 1899                                                     | Historisierende Klinkerfassade, baugeschichtlich von Bedeutung. Klinkermischbauweise, Gesims, Putzquaderung im Erdgeschoss, originale Haustür mit Vergitterung, Fenster entstellend erneuert, fünf Achsen, dreigeschossig, Zwerchgiebel über zwei Achsen. | 09233635   |
|                                         | Mietshaus in geschlossener Bebauung | Plauensche Straße 8 (Karte)                              | Bezeichnet mit 1880 (?)                                  | Historisierende Klinkerfassade, baugeschichtlich von Bedeutung. Gelber Klinker, originale Haustür mit Gittern, rundes Oberlicht über Haustür, waagerechte Fensterverdachungen bzw. im mittleren Hausbereich Verdachungen mit Dreiecksgiebelchen und Segmentgiebelchen, Zwerchgiebel zwei Achsen, Haus fünf Achsen, dreigeschossig, Fenster teilweise original. | 09233634   |
|                                         | Mietshaus in geschlossener Bebauung | Plauensche Straße 10 (Karte)                             | 1899                                                     | Historisierende Klinkerfassade, baugeschichtlich von Bedeutung. Klinkermischbauweise, originale Haustür mit Gittern, Fenster verändert, roter Klinker, Putznutung im Erdgeschoss, dreigeschossig, Zwerchgiebel, originale Dachaufbauten. | 09233633   |
|                                         | Mietshaus in geschlossener Bebauung | Plauensche Straße 11 (Karte)                             | 1903                                                     | Historisierende Klinkerfassade, baugeschichtlich von Bedeutung. Roter Klinker, originale Haustür und Fenster, waagerechte Fensterverdachung, dreigeschossig, fünf Achsen, zweiachsiger Zwerchgiebel. | 09233637   |
|                                         | Doppelmietshaus in Ecklage und in geschlossener Bebauung | Plauensche Straße 12 (August-Bebel-Straße 34) (Karte)    | 1912                                                     | Putzfassade mit Putzstuck, Eckerker, überkuppelte Eckbetonung, Reformstil-Architektur, städtebaulich und baugeschichtlich von Bedeutung. Ursprünglich wahrscheinlich Gaststätte im Erdgeschoss, Zwerchgiebel, dreigeschossig, originale Haustür und Fenster. | 09233631   |
|                                         | Mietshaus in Ecklage und in geschlossener Bebauung | Plauensche Straße 13 (Karte)                             | Bezeichnet mit 1905                                      | Historisierende Klinkerfassade, repräsentative Eckgestaltung mit Erker, städtebaulich und baugeschichtlich von Bedeutung. Roter Klinker, originale Fenster und Türen, Gitter, dreigeschossig, rundes Oberlicht über Haustür, Fensterverdachungen waagerecht bzw. Dreiecksgiebelchen, ornamentaler Schmuck im Traufbereich. | 09233638   |
|                                         | Mietshaus in geschlossener Bebauung | Plauensche Straße 15 (Karte)                             | 1898                                                     | Mit Laden, historisierende Klinkerfassade, baugeschichtlich von Bedeutung. Orange Klinker, Fensterverdachungen mit Dreiecksgiebel bzw. Muschel, Laden aus Entstehungszeit, Haustür neu, Laden modernisiert, Fenster und Dachaufbauten original, dreigeschossig, sechs Achsen, Mittelrisalit, Zwerchgiebel zweiachsig. | 09233639   |
|                                         | Mietshaus in geschlossener Bebauung | Plauensche Straße 17 (Karte)                             | 1897                                                     | Historisierende Klinkerfassade, reich dekoriert, baugeschichtlich von Bedeutung. Roter Klinker, Muschelornament über Fenster, Fensterverdachung mit Dreiecksgiebelchen am Mittelfenster, fünf Achsen, dreigeschossig, Haustür und Fenster original, Pilaster kanneliert, Dachaufbauten modernisiert. | 09233640   |
|                                         | Mietshaus in geschlossener Bebauung | Plauensche Straße 18 (Karte)                             | 1903                                                     | Historisierende Klinker-Putz-Fassade mit Fachwerkgiebel, Jugendstildekoration, baugeschichtlich von Bedeutung. Klinkermischbauweise, Zwerchgiebel mit Fachwerk, sechs Achsen, dreigeschossig, Jugendstilornamentik an Fassade, Erdgeschoss Putz, roter Klinker Obergeschoss, Erker mit Putz, Haustür und Fenster (teilweise) original. | 09233649   |
|                                         | Mietshaus in geschlossener Bebauung (bauliche Einheit mit Nr. 21) | Plauensche Straße 19 (Karte)                             | 1897                                                     | Historisierende Klinkerfassade, baugeschichtlich von Bedeutung. Oranger Klinker, einfache Fassadengestaltung, serieller Hausschmuck, originale Haustür, Fensterverdachungen im Obergeschoss, davon ein Dreiecksgiebelchen, originale Dachausbauten. | 09233641   |
|                                         | Mietshaus in geschlossener Bebauung | Plauensche Straße 20 (Karte)                             | Bezeichnet mit 1903                                      | Zeittypische Putzfassade, Jugendstil-Dekoration, baugeschichtlich von Bedeutung. Ornamentale Verzierung, originale Haustür verändert, Fenster teilweise original, Zwerchgiebel, dreigeschossig, fünf Achsen. | 09233648   |
|                                         | Mietshaus in geschlossener Bebauung (bauliche Einheit mit Nr. 19) | Plauensche Straße 21 (Karte)                             | 1897                                                     | Historisierende Klinkerfassade, baugeschichtlich von Bedeutung, oranger Klinker, serieller Schmuck | 09233642   |
|                                         | Mietshaus in geschlossener Bebauung | Plauensche Straße 22 (Karte)                             | 1901                                                     | Mit Tordurchfahrt, historisierende Klinkerfassade, mit Erker, figürlicher und ornamentaler Fassadenschmuck, baugeschichtlich von Bedeutung. Klinkermischbauweise, Putznutung im Erdgeschoss, originale Haustor, Fenster teilweise original, aufgestockt, zwei Zwerchgiebel, roter Klinker, ornamentaler Schmuck, im Obergeschoss Fensterverdachung mit Dreiecksgiebelchen. | 09233647   |
|                                         | Mietshaus in geschlossener Bebauung (bauliche Einheit mit Nr. 25) | Plauensche Straße 23 (Karte)                             | 1899                                                     | Historisierende Klinkerfassade mit Erker, im Stil der Deutschen Neorenaissance, baugeschichtlich von Bedeutung. Zwerchgiebel, zwei Achsen, dreigeschossig, Fenster teilweise original, orangegelber Klinker. | 09233643   |
|                                         | Mietshaus in geschlossener Bebauung | Plauensche Straße 24 (Karte)                             | Bezeichnet mit 1903                                      | Historisierende Klinkerfassade, zwischen Neogotik und Jugendstil, baugeschichtlich von Bedeutung. Klinkermischbauweise, originale Haustür und Fenster, teilweise modernisiert, dreigeschossig, Zwerchgiebel über zwei Achsen. | 09233646   |
|                                         | Mietshaus in halboffener Bebauung (bauliche Einheit mit Nr. 25) | Plauensche Straße 25 (Karte)                             | 1899                                                     | Historisierende Klinkerfassade mit Erker, im Stil der Deutschen Neorenaissance, baugeschichtlich von Bedeutung, orangegelber Klinker | 09233644   |
|                                         | Mietshaus in halboffener Bebauung | Plauensche Straße 26 (Karte)                             | 1903                                                     | Historisierende Klinkerfassade, jugendstilige Dekoration, baugeschichtlich von Bedeutung. Klinkermischbauweise, Putznutung im Erdgeschoss, originale Haustür, Fenster teilweise verändert, dreigeschossig, fünf Achsen, roter Klinker, ornamentaler Schmuck. | 09233645   |
|                                         | Mietshaus in halboffener Bebauung konzipiert | Plauensche Straße 28 (Karte)                             | 1913                                                     | Zeittypische Putzfassade, stattliches Gebäude im Reformstil der Zeit um 1910, baugeschichtlich von Bedeutung. Dreigeschossig, sechs Achsen, Fenster mit Sprossenteilung in Oberlichtern, originale Putzstruktur, Putti und ornamentaler Schmuck. | 09233686   |
|                                         | Doppelwohnhaus in offener Bebauung | Plauensche Straße 30, 32 (Karte)                         | 1902                                                     | Nummer 30 mit Ladeneinbau, historisierende Klinkerfassade, baugeschichtlich von Bedeutung. Betonfenstergewände, zweigeschossig, je sechs Achsen, Zwerchgiebel über zwei Achsen. | 09233804   |
|                                         | Wohnhaus in offener Bebauung | Plauensche Straße 45 (Karte)                             | 1903                                                     | Historisierende Klinkerfassade mit Zierfachwerkgiebeln und -drempel, baugeschichtlich von Bedeutung. Schwarz glasierte Ziegel als Zierelement, Gesims, originale Dachausbauten und Fenster. | 09233803   |
|                                         | Ehemaliges Bankgebäude, heute Wohn- und Geschäftshaus | Rosa-Luxemburg-Straße 1 (Karte)                          | Um 1910                                                  | Repräsentatives Bauwerk, Putzfassade mit Balkons und kannelierten Pilastern, Reformstil-Architektur, baugeschichtlich von Bedeutung. Eisengitter, Zahnschnittfries, Putznutung und Putzquaderung im Erdgeschoss, originale Fenster, dreigeschossig, fünf Achsen. | 09233606   |
|                                         | Mietshaus in geschlossener Bebauung | Rosa-Luxemburg-Straße 3 (Karte)                          | Bezeichnet mit 1902                                      | Repräsentative historisierende Klinker-Putz-Fassade, Jugendstil-Dekoration, baugeschichtlich von Bedeutung. Bauherren: Gebrüder Viehweg (laut Inschrift). Dreigeschossig, sechs Achsen, Zwerchgiebel, Dachausbau verändert, Fenster und Haustür original, Haustür mit Oberlicht, figuraler und ornamentaler Schmuck. | 09233701   |
|                                         | Mietshaus in halboffener Bebauung | Rosa-Luxemburg-Straße 4 (Karte)                          | 1903                                                     | Aufwendig gestaltete Sandsteinfassade mit Erker und Altan, im Reform- und Jugendstil, baugeschichtlich von Bedeutung. Quaderung, dreigeschossig, Fenster mit Sprossenteilung der Oberlichter, Oberlichter aus grünem Glas, Zwerchgiebel mit ornamentalen Verzierungen, im Treppenhaus Kreuzgewölbe, Balustrade, verzierte Haustür, Bleiglasfenster im Treppenhaus, Treppengeländer Schmiedeeisen mit Blumenornament, auch Balkon. Hauszeichen: Zirkel und Dreieck. | 09233702   |
|                                         | Mietshaus in geschlossener Bebauung | Rosa-Luxemburg-Straße 5 (Karte)                          | Um 1910                                                  | Originell gestaltete Putzfassade, der Erker zum Teil in Holz, Reformstil-Architektur, baugeschichtlich von Bedeutung. Teilweise originale Fenster mit Sprossenteilung der Oberlichter, Haustür original, Lisenen, ornamentale Fassadenverzierungen. | 09233700   |
|                                         | Mietshaus in geschlossener Bebauung | Rosa-Luxemburg-Straße 6 (Karte)                          | Bezeichnet mit 1903                                      | Mit Gaststätte, historisierende Klinkerfassade mit Erker und Fachwerkzwerchgiebel, baugeschichtlich von Bedeutung. Klinkermischbauweise, dreigeschossig, roter Klinker im Obergeschoss, im Erdgeschoss Putznutung, Stuckornamentik im Treppenhaus, Bleiglasfenster, verzierte Haustür, Fassade mit Jugendstilornamentik. | 09233698   |
|                                         | Mietshaus in geschlossener Bebauung | Rosa-Luxemburg-Straße 7 (Karte)                          | 1904                                                     | Ehemals mit Laden aus Entstehungszeit, kräftig gegliederte, historisierende Klinkerfassade mit Erker, baugeschichtlich von Bedeutung. Roter Klinker, Haustür mit Jugendstilornamentik, Dreiecksgiebelchen. | 09233699   |
|                                         | Mietshaus in geschlossener Bebauung | Rosa-Luxemburg-Straße 8 (Karte)                          | 1904                                                     | Aufwendig gegliederte Klinkerfassade, im Stil der Deutschen Neorenaissance, baugeschichtlich von Bedeutung. Inschrift über Haustür „Salve“, reich verzierte Haustür mit Gitter, Fenster mit Sprossenteilung in Oberlichtern, dreigeschossig, Erker, Zwerchgiebel, roter Betonguss und hellgelber Klinker, im Treppenhaus Stuck, Balustrade im Erdgeschoss. | 09233697   |
|                                         | Mietshaus in geschlossener Bebauung (bauliche Einheit mit Nr. 11) | Rosa-Luxemburg-Straße 9 (Karte)                          | 1906                                                     | Historisierende Klinkerfassade, baugeschichtlich von Bedeutung. Roter Klinker, Eckquaderung, Haustür original, Fenster teilweise verändert, Zwerchgiebel, dreigeschossig, fünf Achsen, Mittelrisalit. | 09233696   |
|                                         | Mietshaus in Ecklage und in geschlossener Bebauung | Rosa-Luxemburg-Straße 10 (Karte)                         | 1906                                                     | Mit Laden, historisierende Klinker-Putz-Fassade mit zwei Erkern, städtebaulich und baugeschichtlich von Bedeutung. Gelber Klinker, Putzquaderung im Erdgeschoss. | 09233658   |
|                                         | Mietshaus in Ecklage und in geschlossener Bebauung (bauliche Einheit mit Nr. 9) | Rosa-Luxemburg-Straße 11 (Karte)                         | 1904                                                     | Mit Laden, historisierende Klinkerfassade, Eckbetonung durch Erker mit Putzquaderung, städtebaulich und baugeschichtlich von Bedeutung. Klinkermischbauweise, roter Klinker. | 09233659   |
|                                         | Mietshaus in Ecklage und in geschlossener Bebauung | Rosa-Luxemburg-Straße 13 (Karte)                         | Bezeichnet mit 1908                                      | Mit Laden, historisierende Klinkerfassade, städtebaulich und baugeschichtlich von Bedeutung. Oranger Klinker, ornamentaler Schmuck. | 09233660   |
|                                         | Mietshaus in Ecklage und in geschlossener Bebauung | Rosa-Luxemburg-Straße 14 (Karte)                         | 1903                                                     | Ehemals mit Laden, historisierende Klinkerfassade, jugendstilige Dekoration, städtebaulich und baugeschichtlich von Bedeutung. Roter Klinker, im Dachbereich Veränderungen, ornamentale Verzierungen an Fassade, Laden teilweise zugesetzt, Fenster original, im Erdgeschoss verändert. | 09233661   |
|                                         | Doppelmietshaus in geschlossener Bebauung | Rosa-Luxemburg-Straße 16, 18 (Karte)                     | 1904–1905, bezeichnet mit 1905                           | Historisierende Klinkerfassade mit zwei unterschiedlich gestalteten Erkern und mit Fachwerkzwerchgiebeln, baugeschichtlich von Bedeutung. Gelber Klinker, Haustüren und Fenster original. | 09233695   |
|                                         | Mietshaus in geschlossener Bebauung | Rosa-Luxemburg-Straße 20 (Karte)                         | 1903                                                     | In Klinkermischbauweise, mit Erker und Zierfachwerk-Elementen, jugendstilige Dekoration, baugeschichtlich von Bedeutung. Putznutung im Erdgeschoss, Obergeschoss oranger Klinker, Zwerchgiebel und Erker Putz und Fachwerk, Haustür original, Fenster nur teilweise original mit Sprossenteilung in Oberlichtern. | 09233694   |
|                                         | Mietshaus in geschlossener Bebauung | Rosa-Luxemburg-Straße 22 (Karte)                         | 1904                                                     | Ehemals mit Laden, historisierende Klinkerfassade, mit Erker und Zierfachwerk-Elementen, baugeschichtlich von Bedeutung. Klinkermischbauweise, Putznutung im Erdgeschoss, Obergeschoss Klinker rot, Fachwerkelemente an Erker und Zwerchgiebel, ehemals Eisenhandlung Kießling. | 09233693   |
|                                         | Mietshaus in Ecklage und in geschlossener Bebauung | Rosa-Luxemburg-Straße 26 (Karte)                         | Bezeichnet mit 1904                                      | Mit Laden aus Entstehungszeit, historisierende Klinkerfassade mit Erker und hölzernem Altan, figürlicher und ornamentaler Fassadenschmuck, städtebaulich und baugeschichtlich von Bedeutung. Klinkermischbauweise, Zwerchgiebel, originalen Türen und Fenster, Putznutung im Erdgeschoss, Obergeschoss oranger Klinker. | 09233692   |
|                                         | Mietshaus in halboffener Bebauung (bauliche Einheit mit Ferdinand-Lassalle-Straße 33) | Rosa-Luxemburg-Straße 28 (Karte)                         | 1909                                                     | Zeittypische Putzfassade, Reformstil-Architektur, städtebaulich und baugeschichtlich von Bedeutung. Eckquaderung, Lisenen mit Quaderung, originale Fassadengliederung, Fenster und Haustür. | 09233681   |
|                                         | Berufsschule, ehemaliges Gerichtsgebäude des Amtsgerichtes | Rosa-Luxemburg-Straße 30 (Karte)                         | 1908                                                     | Baugeschichtlich von Bedeutung. Putzfassade, Walmdach, Mittelrisalit, aufwändig gestaltetes Türportal, seit 1952 Schule. | 09233680   |
|                                         | Wohnhaus in geschlossener Bebauung | Rudolf-Breitscheid-Straße 2 (Karte)                      | 1904                                                     | Mit Laden, historisierende Klinkerfassade, Jugendstildekoration, baugeschichtlich von Bedeutung. Zwei Zwerchgiebel, achtachsig, zweigeschossig, Putznutung im Erdgeschoss, Betonornamente mit Windmühlenmotiv, originale Tür und Fenster, Klinkermischbauweise, Obergeschoss mit rotem Klinker, Betonfenstergewände, Laden aus Entstehungszeit. | 09233757   |
|                                         | Wohnhaus in geschlossener Bebauung | Rudolf-Breitscheid-Straße 4 (Karte)                      | 1904                                                     | Historisierende Klinkerfassade, baugeschichtlich von Bedeutung. Fünf Achsen, in Mittelachse gekoppeltes Fenster, originale Haustür und Fenster, zweigeschossig, Zahnschnittfries als Gesims, Zwerchgiebel zweiachsig, roter Klinker, Gaupen original, ornamentaler Schmuck. | 09233756   |
|                                         | Mietshaus in Ecklage und in geschlossener Bebauung | Rudolf-Breitscheid-Straße 6 (Karte)                      | 1904                                                     | Mit Laden aus Entstehungszeit, historisierende Putzfassade mit Jugendstilornamentik, Eckerker, baugeschichtlich von Bedeutung. Zweigeschossig, im Dachbereich verändert, Atelierfenstereinbau. | 09233754   |
|                                         | Wohnhaus in halboffener Bebauung | Rudolf-Breitscheid-Straße 8 (Karte)                      | 1904                                                     | Historisierende Klinkerfassade, baugeschichtlich von Bedeutung. Roter Klinker, originale Haustür, Fenster verändert, Mittelrisalit, Dachausbau zweiachsig, Gauben original. | 09233751   |
|                                         | Wohnhaus in geschlossener Bebauung | Rudolf-Breitscheid-Straße 9 (Karte)                      | 1905                                                     | Historisierende Klinkerfassade, baugeschichtlich von Bedeutung. Jugendstilornamentik, Haustür original, Mittelrisalit, zweiachsiger Zwerchgiebel, zweigeschossig, roter Klinker. | 09233755   |
|                                         | Wohnhaus in geschlossener Bebauung | Rudolf-Breitscheid-Straße 10 (Karte)                     | 1907                                                     | Historisierende Klinkerfassade mit Fachwerkelementen, baugeschichtlich von Bedeutung. Gelber Klinker, Fenster mit Sprossenteilung in Oberlichtern, Haustür original, zweigeschossig, Fachwerkdrempel und -zwerchgiebel. | 09233749   |
|                                         | Wohnhaus in geschlossener Bebauung | Rudolf-Breitscheid-Straße 11 (Karte)                     | 1904                                                     | Historisierende Klinkerfassade, baugeschichtlich von Bedeutung. Originale Fenster, Haustür verändert, roter Klinker, fünf Achsen, zweigeschossig, Zwerchgiebel. | 09233833   |
| Direkt Bild zu diesem Denkmal hochladen | Mietshaus in geschlossener Bebauung | Rudolf-Breitscheid-Straße 12 (Karte)                     | Bezeichnet mit 1907                                      | Historisierende Klinkerfassade, baugeschichtlich von Bedeutung. Fensterverdachungen, Tür verändert, zweigeschossig, Dachausbau. | 09233748   |
| Direkt Bild zu diesem Denkmal hochladen | Mietshaus in geschlossener Bebauung | Rudolf-Breitscheid-Straße 13 (Karte)                     | 1904                                                     | Historisierende Klinkerfassade, reich gestaltetes Bauwerk, baugeschichtlich von Bedeutung. Oranger Klinker, über Tür Inschrift „Salve“, Jugendstilornamentik der Haustür, originale Fenster, Betonfenstergewände, Erker zweigeschossig. | 09233753   |
| Direkt Bild zu diesem Denkmal hochladen | Mietshaus in Ecklage und in geschlossener Bebauung | Rudolf-Breitscheid-Straße 14 (Karte)                     | Bezeichnet mit 1909                                      | Sparsam dekorierte Putzfassade mit Loggien und Fachwerkelementen, Reformstil-Architektur, baugeschichtlich von Bedeutung. Fassadengliederung mit originalem Schmuck, originale Haustür, Zwerchgiebel holzverkleidet. | 09233747   |
| Direkt Bild zu diesem Denkmal hochladen | Wohnhaus in geschlossener Bebauung | Rudolf-Breitscheid-Straße 15 (Karte)                     | Bezeichnet mit 1904                                      | Historisierende Klinkerfassade, baugeschichtlich von Bedeutung. Roter Klinker, reiche Fassadengliederung mit ornamentalem Schmuck, teilweise Jugendstilornamentik, zweigeschossig, Mittelrisalit leicht hervortretend, Betonverzierungen. | 09233752   |
| Direkt Bild zu diesem Denkmal hochladen | Wohnhaus in halboffener Bebauung | Rudolf-Breitscheid-Straße 17 (Karte)                     | 1906                                                     | Historisierende Klinkerfassade, baugeschichtlich von Bedeutung | 09233750   |
| Direkt Bild zu diesem Denkmal hochladen | Wohnhaus in geschlossener Bebauung | Schillerstraße 1 (Karte)                                 | Bezeichnet mit 1907                                      | Historisierende Klinkerfassade, baugeschichtlich von Bedeutung. Orangeroter Klinker, Betonfenstergewände, reiche Fassadengliederung, ornamentaler Schmuck, zweigeschossig, fünf Achsen, Zwerchgiebel über zwei Achsen, originale Gaupen. | 09233878   |
| Direkt Bild zu diesem Denkmal hochladen | Wohnhaus in geschlossener Bebauung (bauliche Einheit mit Nr. 5) | Schillerstraße 3 (Karte)                                 | Um 1905                                                  | Historisierende Klinkerfassade, baugeschichtlich von Bedeutung | 09233877   |
| Direkt Bild zu diesem Denkmal hochladen | Wohnhaus in geschlossener Bebauung (bauliche Einheit mit Nr. 3) | Schillerstraße 5 (Karte)                                 | Um 1905                                                  | Historisierende Klinkerfassade, baugeschichtlich von Bedeutung. Zweigeschossig, fünf Achsen, originale Haustür, Fenster teilweise original, gelber Klinker mit roten Betonfenstergewänden, Rundbogenfries am Traufgesims, Zwerchgiebel über zwei Achsen. | 09233876   |
| Direkt Bild zu diesem Denkmal hochladen | Mietshaus in geschlossener Bebauung und in Ecklage | Schillerstraße 7 (Karte)                                 | Um 1905                                                  | Mit Laden, historisierende Putz-Klinker-Fassade mit Fachwerkelementen und Eckerker, städtebaulich und baugeschichtlich von Bedeutung. Originale Fenster, Treppenhausfenster Bleiglas, Fachwerkerker und -zwerchgiebel, verkleidet mit Blech, Klinkermischbauweise, Erdgeschoss orangeroter Klinker, Haustür verändert, Eingang mit Säulen umrahmt. | 09233875   |
| Direkt Bild zu diesem Denkmal hochladen | Wohnhaus in geschlossener Bebauung | Schillerstraße 9 (Karte)                                 | Um 1905                                                  | Historisierende Klinkerfassade, baugeschichtlich von Bedeutung. Oranger Klinker, Zwerchgiebel über zwei Achsen, originale Dachaufbauten, sechs Achsen, zweigeschossig, originale Haustür. | 09233872   |
| Direkt Bild zu diesem Denkmal hochladen | Wohnhaus in geschlossener Bebauung | Schillerstraße 13 (Karte)                                | Bezeichnet mit 1906                                      | Historisierende Klinker-Putz-Fassade, baugeschichtlich von Bedeutung. Klinkermischbauweise, Zwerchgiebel, fünf Achsen, zweigeschossig, originale Haustür und Fenster, gelber Klinker, Verzierungen mit rotem Klinker, Klinkerbänder, Bossenquaderung um Haustür und im Sockelbereich. | 09233871   |
| Direkt Bild zu diesem Denkmal hochladen | Wohnhaus in geschlossener Bebauung | Schillerstraße 16 (Karte)                                | Um 1905                                                  | Ehemals mit Laden, historisierende Klinker-Putz-Fassade mit Fachwerkzwerchgiebel über zwei Achsen, baugeschichtlich von Bedeutung. Haus sechs Achsen, zweigeschossig, schönes Portal. | 09233870   |
| Direkt Bild zu diesem Denkmal hochladen | Wohnhaus in geschlossener Bebauung | Schillerstraße 18 (Karte)                                | Um 1905                                                  | Historisierende Klinker-Putz-Fassade mit Erker über zwei Geschosse, baugeschichtlich von Bedeutung. Klinkermischbauweise, Zwerchgiebel, originale Haustür, roter Klinker, Betonzierelemente. | 09233869   |
| Direkt Bild zu diesem Denkmal hochladen | Wohnhaus in geschlossener Bebauung | Schillerstraße 20 (Karte)                                | Um 1905                                                  | Historisierende Klinker-Putz-Fassade, baugeschichtlich von Bedeutung. Zweigeschossig, Zwerchgiebel über zwei Achsen, Haus sechs Achsen, Satteldach, Klinkermischbauweise, originale Fenster und Türen, Betonzierelemente. | 09233868   |
| Direkt Bild zu diesem Denkmal hochladen | Wohnhaus in geschlossener Bebauung | Schillerstraße 22 (Karte)                                | Um 1905                                                  | Historisierende Klinker-Putz-Fassade mit Erker, baugeschichtlich von Bedeutung. Zwerchgiebel, roter Klinker, Betonelemente, zweigeschossig, Fenster erneuert, Satteldach. | 09233867   |
|                                         | Rittergut und Schloss Falkenstein (Sachgesamtheit) | Schloßplatz 1 (Karte)                                    | 1859, im Kern älter                                      | Sachgesamtheit Rittergut und Schloss Falkenstein, mit den Einzeldenkmalen: ehemaliges Schloss, heute Sparkasse und Heimatmuseum (siehe auch Einzeldenkmal 09237526) mit Schlossplatz und den Sachgesamtheitsteilen: Felsen mit Aussichtsplattform sowie Umfassungsmauern einer ehemaligen Burg | 09304962   |
|                                         | Ehemaliges Schloss, heute Sparkasse und Heimatmuseum (Einzeldenkmal zu ID-Nr. 09304962) | Schloßplatz 1 (Karte)                                    | 1859, im Kern älter                                      | Einzeldenkmal der Sachgesamtheit Rittergut und Schloss Falkenstein; im Kern wohl noch barockes Gebäude, schlichter historisierender Putzbau mit gotisierender Staffelgiebel und schönem Portal, Stammsitz derer von Trützschler, regionalhistorisch und baugeschichtlich von Bedeutung. Am Fuße des Burgfelsens errichtet unter Verwendung der Außenmauern des barocken Vorgängerbaus, zweigeschossiges Herrenhaus, neun mal fünf Achsen, gotisierender Staffelgiebel, Dachreiter mit Glöckchen, Wappenstein am Eingangsportal, 1989 restauriert, Putzquaderung. | 09233596   |
| Direkt Bild zu diesem Denkmal hochladen | Geschäftshaus in offener Bebauung | Schloßplatz 2 (Karte)                                    | 1935–1936                                                | Putzbau mit Balkon, im traditionalistischen Stil der 1930er Jahre, unter anderem baugeschichtlich von Bedeutung. Gitter, zweigeschossig, Fensterläden, Walmdach. | 09233597   |
| Direkt Bild zu diesem Denkmal hochladen | Mietshaus in geschlossener Bebauung | Theodor-Körner-Straße 5 (Karte)                          | 1905                                                     | Historisierende Putz-Klinker-Fassade mit Erker über zwei Geschosse, baugeschichtlich von Bedeutung. Klinkermischbauweise, roter Klinker, dreigeschossig, Putzstuckornamentik, Fenster und Türen original. | 09233783   |
| Direkt Bild zu diesem Denkmal hochladen | Mietshaus in Ecklage und in geschlossener Bebauung | Theodor-Körner-Straße 10 (Karte)                         | 1907                                                     | Mit Laden, historisierende Klinkerfassade, baugeschichtlich von Bedeutung. Oranger Klinker, alle Fenster erneuert. | 09233784   |
| Direkt Bild zu diesem Denkmal hochladen | Wohnhaus in offener Bebauung mit seitlicher Einfriedung | Weißmühlenweg 30 (Karte)                                 | Um 1905                                                  | Historisierende Klinkerfassade, baugeschichtlich von Bedeutung. Zweigeschossig, sieben Achsen, Zwerchgiebel über zwei Achsen, orangeroter Klinker, Gesims, Betonelemente unter Fenstern, waagerechte Fensterverdachung, am mittleren Fenster Dreiecksgiebelchen, Satteldach. | 09233919   |
| Direkt Bild zu diesem Denkmal hochladen | Mietshauszeile | Wenzelstraße 2, 4, 6, 8, 10, 12, 14, 16 (Karte)          | Um 1900                                                  | Typische Arbeiterwohnhäuser, schlichte Klinkerfassaden, baugeschichtlich von Bedeutung. Zweigeschossig, schlichte Gestaltung, roter Klinker mit gelben Klinkerbändern, Sockel Polygonmauerwerk, teilweise vereinfacht, zum Beispiel neue Türen, wichtig als geschlossener Straßenzug in ortstypischer, geschlossener Gestaltung, schlichte Gestaltung. | 09233925   |
| Weitere Bilder                          | Rathaus | Willy-Rudert-Platz 1 (Karte)                             | Bezeichnet mit 1901–1903                                 | Dominantes Gebäude, Klinker-Sandstein-Fassade mit Eckturm, repräsentativer Historismusbau mit reicher Fassadengliederung und sehr guter Innenausstattung aus der Entstehungszeit, im Stil der Deutschen Neorenaissance. Architekt: Stadtbaumeister Richter. Ortsgeschichtlich, ortsbildprägend und baugeschichtlich von Bedeutung. Eckturm mit Umgang, Haube und Laterne, Freitreppe mit Säulen, in Giebelaufbauten Stadtwappen, Wappen von Trützschler, Zehn-Gebote-Tafel, kam nur Teil der ursprünglichen Planung zur Ausführung, Klinkermischbauweise, roter Klinker. | 09233590   |
| Direkt Bild zu diesem Denkmal hochladen | Mietshaus in geschlossener Bebauung | Willy-Rudert-Platz 5 (Karte)                             | 1895                                                     | Mit Laden, repräsentative Klinkerfassade im Stil des Historismus, städtebaulich und baugeschichtlich von Bedeutung. Klinkermischbauweise, Erdgeschoss mit Ladenzone, Putznutung, Obergeschoss Fachwerk, Stuckornamentik, dreigeschossig, acht Achsen. | 09233591   |
| Direkt Bild zu diesem Denkmal hochladen | Mietshaus in geschlossener Bebauung | Willy-Rudert-Platz 6 (Karte)                             | 1886                                                     | Mit Ladeneinbau, originell gestaltete, historisierende Klinkerfassade, städtebaulich und baugeschichtlich von Bedeutung. Dreigeschossig, Mittelrisalit, vier Achsen im Mittelrisalit, Haus acht Achsen, Dachaufbauten erneuert, Erdgeschoss stark verändert. | 09233592   |

## Dorfstadt
| Bild                                    | Bezeichnung                                                      | Lage                             | Datierung                         | Beschreibung | ID       |
| --------------------------------------- | ---------------------------------------------------------------- | -------------------------------- | --------------------------------- | --- | -------- |
| Direkt Bild zu diesem Denkmal hochladen | Wohnhaus in halboffener Bebauung                                 | Käthe-Kollwitz-Straße 1 (Karte)  | 1896                              | Historisierende Klinkerfassade, Teil zweier Mietshauszeilen von Arbeiterwohnhäusern, sozialgeschichtlich von Bedeutung. Zweigeschossig, Zwerchgiebel, roter Klinker, geschlossener Straßenzug, alle Häuser dieser Straße in schlichter Bauweise, Betonzierelemente, gleiche Bauweise. | 09233845 |
| Direkt Bild zu diesem Denkmal hochladen | Wohnhaus in halboffener Bebauung                                 | Käthe-Kollwitz-Straße 2 (Karte)  | 1901                              | Historisierende Klinkerfassade, Teil zweier Mietshauszeilen von Arbeiterwohnhäusern, sozialgeschichtlich von Bedeutung. Zweigeschossig, Zwerchgiebel, roter Klinker, geschlossener Straßenzug, alle Häuser dieser Straße in schlichter Bauweise, Betonzierelemente, gleiche Bauweise. | 09233846 |
| Direkt Bild zu diesem Denkmal hochladen | Wohnhaus in geschlossener Bebauung                               | Käthe-Kollwitz-Straße 3 (Karte)  | 1896                              | Historisierende Klinkerfassade, Teil zweier Mietshauszeilen von Arbeiterwohnhäusern, sozialgeschichtlich von Bedeutung. Zweigeschossig, Zwerchgiebel, roter Klinker, geschlossener Straßenzug, alle Häuser dieser Straße in schlichter Bauweise, Betonzierelemente, gleiche Bauweise. | 09233847 |
| Direkt Bild zu diesem Denkmal hochladen | Wohnhaus in geschlossener Bebauung                               | Käthe-Kollwitz-Straße 4 (Karte)  | 1900                              | Historisierende Klinkerfassade, Teil zweier Mietshauszeilen von Arbeiterwohnhäusern, sozialgeschichtlich von Bedeutung. Zweigeschossig, Zwerchgiebel, roter Klinker, geschlossener Straßenzug, alle Häuser dieser Straße in schlichter Bauweise, Betonzierelemente, gleiche Bauweise. | 09233848 |
| Direkt Bild zu diesem Denkmal hochladen | Wohnhaus in geschlossener Bebauung                               | Käthe-Kollwitz-Straße 5 (Karte)  | 1897                              | Historisierende Klinkerfassade, Teil zweier Mietshauszeilen von Arbeiterwohnhäusern, sozialgeschichtlich von Bedeutung. Zweigeschossig, Zwerchgiebel, roter Klinker, geschlossener Straßenzug, alle Häuser dieser Straße in schlichter Bauweise, Betonzierelemente, gleiche Bauweise. | 09233849 |
| Direkt Bild zu diesem Denkmal hochladen | Wohnhaus in geschlossener Bebauung (bauliche Einheit mit Nr. 8)  | Käthe-Kollwitz-Straße 6 (Karte)  | 1900                              | Historisierende Klinkerfassade, Teil zweier Mietshauszeilen von Arbeiterwohnhäusern, sozialgeschichtlich von Bedeutung. Zweigeschossig, Zwerchgiebel, roter Klinker, geschlossener Straßenzug, alle Häuser dieser Straße in schlichter Bauweise, Betonzierelemente, gleiche Bauweise. | 09233850 |
| Direkt Bild zu diesem Denkmal hochladen | Wohnhaus in geschlossener Bebauung                               | Käthe-Kollwitz-Straße 7 (Karte)  | 1897                              | Historisierende Klinkerfassade, Teil zweier Mietshauszeilen von Arbeiterwohnhäusern, sozialgeschichtlich von Bedeutung. Zweigeschossig, Zwerchgiebel, roter Klinker, geschlossener Straßenzug, alle Häuser dieser Straße in schlichter Bauweise, Betonzierelemente, gleiche Bauweise. | 09233851 |
| Direkt Bild zu diesem Denkmal hochladen | Wohnhaus in geschlossener Bebauung (bauliche Einheit mit Nr. 6)  | Käthe-Kollwitz-Straße 8 (Karte)  | 1900                              | Historisierende Klinkerfassade, Teil zweier Mietshauszeilen von Arbeiterwohnhäusern, sozialgeschichtlich von Bedeutung. Zweigeschossig, Zwerchgiebel, roter Klinker, geschlossener Straßenzug, alle Häuser dieser Straße in schlichter Bauweise, Betonzierelemente, gleiche Bauweise. | 09233852 |
| Direkt Bild zu diesem Denkmal hochladen | Wohnhaus in geschlossener Bebauung                               | Käthe-Kollwitz-Straße 9 (Karte)  | 1898                              | Historisierende Klinkerfassade, Teil zweier Mietshauszeilen von Arbeiterwohnhäusern, sozialgeschichtlich von Bedeutung. Zweigeschossig, Zwerchgiebel, roter Klinker, geschlossener Straßenzug, alle Häuser dieser Straße in schlichter Bauweise, Betonzierelemente, gleiche Bauweise. | 09233853 |
| Direkt Bild zu diesem Denkmal hochladen | Wohnhaus in geschlossener Bebauung (bauliche Einheit mit Nr. 12) | Käthe-Kollwitz-Straße 10 (Karte) | 1900                              | Historisierende Klinkerfassade, Teil zweier Mietshauszeilen von Arbeiterwohnhäusern, sozialgeschichtlich von Bedeutung. Zweigeschossig, Zwerchgiebel, roter Klinker, geschlossener Straßenzug, alle Häuser dieser Straße in schlichter Bauweise, Betonzierelemente, gleiche Bauweise. | 09233854 |
| Direkt Bild zu diesem Denkmal hochladen | Wohnhaus in geschlossener Bebauung                               | Käthe-Kollwitz-Straße 11 (Karte) | 1898                              | Historisierende Klinkerfassade, Teil zweier Mietshauszeilen von Arbeiterwohnhäusern, sozialgeschichtlich von Bedeutung. Zweigeschossig, Zwerchgiebel, roter Klinker, geschlossener Straßenzug, alle Häuser dieser Straße in schlichter Bauweise, Betonzierelemente, gleiche Bauweise. | 09233855 |
| Direkt Bild zu diesem Denkmal hochladen | Wohnhaus in geschlossener Bebauung (bauliche Einheit mit Nr. 10) | Käthe-Kollwitz-Straße 12 (Karte) | 1901                              | Historisierende Klinkerfassade, Teil zweier Mietshauszeilen von Arbeiterwohnhäusern, sozialgeschichtlich von Bedeutung. Zweigeschossig, Zwerchgiebel, roter Klinker, geschlossener Straßenzug, alle Häuser dieser Straße in schlichter Bauweise, Betonzierelemente, gleiche Bauweise. | 09233856 |
| Direkt Bild zu diesem Denkmal hochladen | Wohnhaus in halboffener Bebauung                                 | Käthe-Kollwitz-Straße 13 (Karte) | 1899                              | Historisierende Klinkerfassade, Teil zweier Mietshauszeilen von Arbeiterwohnhäusern, sozialgeschichtlich von Bedeutung. Zweigeschossig, Zwerchgiebel, roter Klinker, geschlossener Straßenzug, alle Häuser dieser Straße in schlichter Bauweise, Betonzierelemente, gleiche Bauweise. | 09233857 |
| Direkt Bild zu diesem Denkmal hochladen | Wohnhaus in halboffener Bebauung                                 | Käthe-Kollwitz-Straße 14 (Karte) | 1902                              | Historisierende Klinkerfassade, Teil zweier Mietshauszeilen von Arbeiterwohnhäusern, sozialgeschichtlich von Bedeutung. Zweigeschossig, Zwerchgiebel, roter Klinker, geschlossener Straßenzug, alle Häuser dieser Straße in schlichter Bauweise, Betonzierelemente, gleiche Bauweise. | 09233858 |
| Direkt Bild zu diesem Denkmal hochladen | Wohnhaus in offener Bebauung                                     | Reumtengrüner Straße 22 (Karte)  | 1904                              | Klinkerfassade mit Gesprenge-Giebel, Anklänge an Schweizer-Stil, baugeschichtlich von Bedeutung. Eingeschossig, Zwerchgiebel, Schwebegiebel verziert. | 09233843 |
| Direkt Bild zu diesem Denkmal hochladen | Wohnhaus in offener Bebauung                                     | Reumtengrüner Straße 23 (Karte)  | 1905                              | Historisierende Klinker-Putz-Fassade, baugeschichtlich von Bedeutung. Roter Klinker, dazu Bänder aus rotglasierten Ziegel, Deutsches Band, Putz am Giebeldreieck, Schwebegiebel verziert, einige Fenster zugesetzt, Zwerchgiebel mit verziertem Schwebegiebel. | 09233841 |
| Direkt Bild zu diesem Denkmal hochladen | Wohnhaus in offener Bebauung                                     | Reumtengrüner Straße 36 (Karte)  | 1902                              | Historisierender Klinkerbau, Anklänge an den Stil der Neogotik, baugeschichtlich von Bedeutung. Betonfenstergewände, Fensterverdachung waagerecht und mit Dreiecksgiebeln, zweigeschossig, sieben Achsen, Zwerchgiebel über zwei Achsen, originale Gauben, Satteldach, Fenster betont durch Rundstab (Formziegel), roter Klinker, Haustür und Fenster verändert, Traufgesims mit Deutschem Band, schwarzglasierte Ziegelbänder.                                                        | 09233836 |
| Direkt Bild zu diesem Denkmal hochladen | Wohnhaus in offener Bebauung                                     | Reumtengrüner Straße 58 (Karte)  | Bezeichnet mit 1903               | Historisierender Klinkerbau, baugeschichtlich von Bedeutung. Sechs Achsen/drei Achsen, Haustür und Fenster original, zweigeschossig, Satteldach, roter Klinker. | 09233837 |
| Direkt Bild zu diesem Denkmal hochladen | Wohnhaus (Umgebinde)                                             | Reumtengrüner Straße 70 (Karte)  | Um 1800                           | Vogtlandtypisches eingeschossiges Gebäude mit Blockstube und Umgebindekonstruktion, baugeschichtlich von Bedeutung. Verputzt, Satteldach, Sockel am Umgebinde vermutlich Bruchstein, Blockteil vollständig erhalten, an einer Traufseite Anbau aus Ziegelmauerwerk. | 09233839 |
| Weitere Bilder                          | Herrenhaus und Gutspark des Rittergutes                          | Trieber Weg 2 (Karte)            | Vermutlich 1551, später überformt | Markanter Putzbau mit hohem Walmdach, im Innern wertvolle Stuckdecken, baugeschichtlich und ortsgeschichtlich von Bedeutung. Angeblich 1551 erbaut, später erweitert, dreigeschossig, sieben mal vier Achsen, großes Walmdach, drei Reihen stehender Gauben, Fensteranordnung verändert, zweites Obergeschoss mit Lisenengliederung und Rundbogenfries (19. Jahrhundert), Holzsims, Erdgeschoss barocke Stuckdecken, sehr schlechter Bauzustand, im Park Teiche und alter Baumbestand. | 09233844 |
| Direkt Bild zu diesem Denkmal hochladen | Wohnhaus in offener Bebauung                                     | Ziegengasse 2 (Karte)            | 1907                              | Klinkerfassade mit aufwendig gestalteten Gesprenge-Giebeln, Anklänge an Schweizer-Stil, baugeschichtlich von Bedeutung. Eingeschossig, Satteldach, reich verzierte, sehr schöne Schwebegiebel, Blattmotive und weibliche Köpfchen, Zwerchgiebel, Klinker. | 09233840 |

## Oberlauterbach
| Bild                                    | Bezeichnung | Lage                                              | Datierung                                       | Beschreibung | ID       |
| --------------------------------------- | --- | ------------------------------------------------- | ----------------------------------------------- | --- | -------- |
| Weitere Bilder                          | Wegestein | (Gemarkung Unterlauterbach, Flurstück 48) (Karte) | 19. Jahrhundert                                 | Alte Ortslage Unterlauterbach, Denkmal der Verkehrsgeschichte. Wegweiser (Granit): „Nach Treuen, Lauterbach, Schreiersgrün“. | 09237553 |
| Direkt Bild zu diesem Denkmal hochladen | Wohnstallhaus (Umgebinde) | Falkensteiner Straße 2 (Karte)                    | Mitte 19. Jahrhundert                           | Eingeschossiges Bauernhaus in alter Ortslage, mit regionaltypischen Bauformen (Umgebindekonstruktion, Blockstube, Giebelverbretterung), vogtlandtypisches Beispiel ländlicher Bauweise, volkskundliches Zeugnis, ortshistorische Bedeutung. Sockel Bruchstein, vorderer Teil Umgebinde mit Blockbau und verbrettertem Giebel, Holzrahmen der Fenster, Satteldach. | 09237528 |
| Direkt Bild zu diesem Denkmal hochladen | Denkmal für die Gefallenen des Ersten Weltkrieges | Falkensteiner Straße 17 (bei) (Karte)             | Nach 1918                                       | Alte Ortschaft Oberlauterbach, mit Relief und Inschrift, ortsgeschichtlich von Bedeutung. Gestuftes Postament mit giebelförmigem Abschluss und Inschrift: „Ihren im Weltkriege gefallenen Helden/ zum ehrenden Gedächtnis die dankbare/ Gemeinde Oberlauterbach“. | 09237527 |
| Direkt Bild zu diesem Denkmal hochladen | Wohnstallhaus (über hakenförmigem Grundriss), zwei Seitengebäude und Scheune sowie Hofpflasterung eines Vierseithofes | Falkensteiner Straße 18 (Karte)                   | Um 1800                                         | Geschlossen erhaltenes Ensemble mit ortsbildprägender und bauhistorischer Bedeutung. - Wohnstallhaus: zwei Geschosse, Bruchstein-Quadermauerwerk, Granitgewände, Obergeschoss verbrettert (Fachwerk) - Remisengebäude: Sockel Bruchstein, Obergeschoss Fachwerk - Scheune: Bruchsteinsockel, verbrettert, Satteldach | 09237525 |
| Direkt Bild zu diesem Denkmal hochladen | Wohnstallhaus eines Bauernhofes | Hauptstraße 10 (Karte)                            | Um 1830                                         | Eingeschossiger Bau, zum Teil verbrettert, Zeugnis ländlicher Bau- und Lebensweise. Bruchsteinsockel und Satteldach, schmaler verbretterter Scheunenanbau. | 09237039 |
| Direkt Bild zu diesem Denkmal hochladen | Denkmal für die Gefallenen des 1. Weltkrieges und Erbbegräbnis Schmidt-Neustadt auf dem Friedhof | Hauptstraße 25 (gegenüber) (Karte)                | Nach 1905 (Grabmal); nach 1918 (Kriegerdenkmal) | Alte Ortslage Unterlauterbach, Erbbegräbnis aufwendige Anlage mit Halbrund aus Granitpfeilern, ortsgeschichtlich von Bedeutung. - Erbbegräbnis: Granit, stark verfallen - Kriegerdenkmal: gestuftes Postament, Mittelblock mit Inschrift und Relief, seitlich Kugeln | 09237568 |
| Direkt Bild zu diesem Denkmal hochladen | Wohnstallhaus eines Bauernhofes | Hauptstraße 27 (Karte)                            | Im Kern um 1700                                 | Obergeschoss Fachwerk verputzt, baugeschichtlich bedeutsames Bauernhaus. Zweigeschossig, Erdgeschoss massiv, verputzt, Satteldach, in mehreren Bauphasen errichtet. - Ältester Teil: Teil des Daches und Teil des Obergeschosses, eventuell um 1700, Kehlbalkendach - Zweite Bauphase: Haus giebelseitig verlängert, dabei im Erdgeschoss Einbau neuer Blockstube mit heute noch erhaltener Holzeinschubdecke, Fachwerk-Obergeschoss, Mitte 18. Jahrhundert - Dritte Bauphase: Erdgeschoss unterfahren mit Beseitigung Blockstube, um 1800                                                                                   | 09237551 |
| Direkt Bild zu diesem Denkmal hochladen | Ehemalige Fabrikantenvilla mit Einfriedung | Neustädter Straße 1 (Karte)                       | Bezeichnet mit 1908                             | Historisierender Putzbau mit Mansarddach, reich an originalen Baudetails in zeittypischen Formen, ortshistorische Bedeutung. Durch Hanglage zweigeschossig, aufgeputzte Fensterrahmungen (nach Sanierung mit historischen Oberlichtteilungen). Original: schmiedeeiserne Einfriedung auf Stützmauer, seitliches Treppengeländer, Eingangstür mit Oberlicht, historische Dachziegel. | 09237546 |
| Direkt Bild zu diesem Denkmal hochladen | Wohnstallhaus (Umgebinde) | Neustädter Straße 2 (Karte)                       | Mitte 19. Jahrhundert                           | Einfaches Bauernhaus in Ortsmitte, in Kubatur und Baudetails unverändert erhaltenes seltenes Zeugnis ländlicher Bau- und Lebensweise (Blockstube, Umgebinde), ortshistorische Bedeutung. Eingeschossig, Stallteil Ziegelmauerwerk verputzt, Bruchsteinsockel, Giebel und Drempelgeschoss verbrettert, altdeutsche Schieferdeckung (Satteldach mit kleiner Dachgaupe). | 09237547 |
| Direkt Bild zu diesem Denkmal hochladen | Ehemalige Fabrikantenvilla und Einfriedung | Reumtengrüner Straße 2 (Karte)                    | Um 1900                                         | Historisierende Klinkerfassade mit aufwendigen Details (Reliefs), ortshistorische Bedeutung. Zwei Geschosse, ockerfarbene Klinker, Eckquaderung und Fensterrahmungen aufgeputzt bzw. Kunststein, (Neorenaissance-Formen), kleiner Ziergiebel mit Stuckrelief. | 09237545 |
| Direkt Bild zu diesem Denkmal hochladen | Seitengebäude eines Bauernhofes | Reumtengrüner Straße 7 (Karte)                    | Ende 18. Jahrhundert                            | Einfache Stallscheune in ortsbildprägender Hanglage, landschaftstypische Gestalt (Obergeschoss Fachwerk), ortshistorische und volkskundliche Bedeutung. Markantes Untergeschoss aus unverputztem Bruchsteinmauerwerk mit besonders betonter Eckquaderung als Stall, Scheune mit Fachwerk (verputzt oder verbrettert), Giebel verbrettert, hohes Satteldach. | 09237533 |
| Direkt Bild zu diesem Denkmal hochladen | Wohnhaus in offener Bebauung | Schönauer Weg 5 (Karte)                           | Um 1900                                         | Alte Ortslage Unterlauterbach, aufwendig gestaltete, historisierende rote Klinkerfassade mit Fachwerkgiebel, zeittypisches Beispiel städtischer Bebauung, baugeschichtlich von Bedeutung. Sockel Polygonalmauerwerk, Fenster mit Halbrundstäben, Drempel und Zwerchhaus mit Zierfachwerk, Satteldach mit breitem Dachüberstand, hölzerner Vorbau. | 09237684 |
| Direkt Bild zu diesem Denkmal hochladen | Wohnhaus in offener Bebauung | Schönauer Weg 7 (Karte)                           | Um 1900                                         | Alte Ortslage Unterlauterbach, aufwendig gestaltete Klinkerfassade (glasierte Ziegel, Rundstabprofile der Fenster), bewegte Dachlandschaft, reich an Baudetails (hölzerner Windfang), Zeugnis städtischer Bauformen im ländlichen Raum mit ortsgeschichtlicher Bedeutung. Eingeschossig mit Zwerchhaus und Giebelbekrönung, hellrote Klinker, Sockel Quadermauerwerk (Bruchstein). | 09237549 |
| Direkt Bild zu diesem Denkmal hochladen | Wohnhaus in offener Bebauung, mit Anbau | Schönauer Weg 13 (Karte)                          | Um 1905                                         | Alte Ortslage Unterlauterbach, Klinkerfassade, markante Fassadengestaltung mit Drempelgeschoss, stark verändertes Zwerchhaus mit Zierfachwerk, vermutlich ehemals mit Stickereibetrieb, Zeugnis der Ortsgeschichte. Eingeschossig, Sockel Quadermauerwerk, darüber rote Ziegelmauer, Fenster mit Zierbögen (fast alle original erhalten), Krüppelwalmdach mit zwei Dachgaupen. | 09237548 |
| Weitere Bilder                          | Rittergut Unterlauterbach (Sachgesamtheit) | Treuener Straße 2, 4, 6, 8, 10, 10a (Karte)       | 16.-18. Jahrhundert                             | Sachgesamtheit Rittergut Unterlauterbach, mit den Einzeldenkmalen: Herrenhaus (Nr. 2, mit Ausstattung) und Wirtschaftsgebäude (Nr. 4–10/10a, ein Gebäude mit Kumthalle) eines Rittergutes sowie Erdkeller, zwei Pechpfannen, Pferdetränke und Pranger im Park (siehe auch Einzeldenkmal 09237550), weiterhin Park mit altem Baumbestand (Gartendenkmal) und mit den Sachgesamtheitsteilen: weitere Wirtschaftsgebäude und Gutsscheune; alte Ortslage Unterlauterbach, als geschlossene Anlage erhalten, ortshistorisch und baugeschichtlich von Bedeutung.                                                                   | 09304940 |
| Weitere Bilder                          | Herrenhaus (Nr. 2, mit Ausstattung) und Wirtschaftsgebäude (Nr. 4-10/10a, ein Gebäude mit Kumthalle) eines Rittergutes, sowie Erdkeller, zwei Pechpfannen, Pferdetränke und Pranger im Park (Einzeldenkmale zu ID-Nr. 09304940) | Treuener Straße 2, 4, 6, 8, 10, 10a (Karte)       | Im Kern 16. Jahrhundert; 18. Jahrhundert        | Einzeldenkmale der Sachgesamtheit Rittergut Unterlauterbach; alte Ortslage Unterlauterbach, als geschlossene Anlage erhalten, barockes Herrenhaus mit Mansarddach und Putzfassade, zum Hof Mittelrisalit mit Korbbogenportal, ortshistorisch und baugeschichtlich von Bedeutung. - Herrenhaus: zwei Geschosse, Putzfassade mit Mittelrisalit, 1930, Restaurierung um 1995 - Stallgebäude: Bruchstein-Quadermauerwerk, auf drei quadratischen Granitpfeilern mit Segmentbögen geöffnete Fassade - Park mit Quelle (Quellhaus), tonnengewölbtem Keller, altem Baumbestand und Teichen - Pechpfannen (eine bezeichnet mit 1763) | 09237550 |

## Schönau
| Bild                                    | Bezeichnung                                                                                    | Lage                               | Datierung                                                                                | Beschreibung | ID       |
| --------------------------------------- | ---------------------------------------------------------------------------------------------- | ---------------------------------- | ---------------------------------------------------------------------------------------- | --- | -------- |
|                                         | Wohnstallhaus eines Bauernhofes                                                                | Oberlauterbacher Straße 1 (Karte)  | Wohl um 1700                                                                             | Obergeschoss und teilweise Erdgeschoss in Fachwerk. In Kubatur, Substanz und Bauweise weitgehend unverändert erhalten. Wissenschaftliche und volkskundliche Bedeutung. Langer zweigeschossiger Bau mit Fachwerk in beiden Geschossen, hofseitig verputzt, giebelseitig Fachwerk sichtbar, Ausfachung Ziegel/Lehm, Krüppelwalmdach (Eternit). | 09237632 |
|                                         | Wohnhaus in offener Bebauung, Einfriedung und Stickereigebäude im Hof (ehemalige Firma Seidel) | Treuener Straße 6 (Karte)          | 1900–1901 (Stickereigebäude); 1902–1903 (Wohnhaus)                                       | Beide Gebäude mit Klinkerfassade, geschlossenes Ensemble in straßenbildprägender Lage, wichtiges und unverändert erhaltenes Zeugnis der Regionalgeschichte (Industrialisierung). - Wohnhaus: unverputztes Polygonalmauerwerk, Mittelrisalit mit Zwerchhaus, Fenster mit Rundbogen und Profilstäben - Strickereigebäude mit gelben Klinkern gegliedert, hoher Sockel - Einfriedung: Granitpolygonalmauerwerk, schmiedeeisernes Gitter, Torpfosten und Säulen | 09237588 |
| Direkt Bild zu diesem Denkmal hochladen | Portal und Keller des Wohnstallhauses (Nr. 9) eines Bauernhofes und Brunnen (bei Nr. 11)       | Treuener Straße 9, 11 (Karte)      | Bezeichnet mit 1715 (Portal); bezeichnet mit 1736 (Portal); bezeichnet mit 1771 (Portal) | Portal mit Inschrift, ortsgeschichtlich von Bedeutung | 09237626 |
|                                         | Denkmal für die Gefallenen des Ersten Weltkrieges                                              | Treuener Straße 24 (neben) (Karte) | Nach 1918                                                                                | Granitquader mit Platte, ortsgeschichtlich von Bedeutung | 09237585 |
|                                         | Zwei Steinkreuze                                                                               | Treuener Straße 29 (bei) (Karte)   | 15./16. Jahrhundert                                                                      | Ortsgeschichtlich von Bedeutung | 09237062 |

## Trieb/Vogtl.
| Bild | Bezeichnung                                       | Lage                                 | Datierung       | Beschreibung | ID       |
| ---- | ------------------------------------------------- | ------------------------------------ | --------------- | --- | -------- |
|      | Wegestein                                         | Schönauer Straße 11 (bei) (Karte)    | 19. Jahrhundert | Denkmal der Orts- und Verkehrsgeschichte, Granitpfeiler | 09237965 |
|      | Wohnhaus in offener Bebauung, mit Anbau zum Hof   | Schönauer Straße 17 (Karte)          | Um 1900         | Gebäude mit historisierender Klinkerfassade, weitgehend unverändert erhaltenes Zeugnis der Zeit um 1900, ortsentwicklungsgeschichtlich von Bedeutung. - Wohn(stall)haus: zwei Geschosse mit Drempel und weitem Dachüberstand (Satteldach), rote Klinkerfassade, Kunststeinfenstergewände, Sockel Granitquader, daran angebautes Nebengebäude mit Fachwerk (Remise) - Scheune: verbrettert mit Zwerchhaus (Satteldach) | 09237584 |
|      | Denkmal für die Gefallenen des Ersten Weltkrieges | Schönauer Straße 22a (neben) (Karte) | Nach 1918       | Granitquader mit Platte, ortsgeschichtlich von Bedeutung | 09237578 |

## Streichungen von der Denkmalliste (Falkenstein)
| Bild                                    | Bezeichnung                       | Lage                        | Datierung | Beschreibung | ID       |
| --------------------------------------- | --------------------------------- | --------------------------- | --------- | --- | -------- |
| Direkt Bild zu diesem Denkmal hochladen | Wasserturm                        | (Flurstück 868/43) (Karte)  | 1926      | Technikgeschichtlich von Bedeutung; zwischen 2008 und 2016 abgerissen | 09233805 |
|                                         | Mietshaus in halboffener Bebauung | Pestalozzistraße 25 (Karte) | 1903      | Historisierende Klinkerfassade, baugeschichtlich von Bedeutung. Roter Klinker, Haustür, Fenster original, fünf Achsen, dreigeschossig, Zwerchgiebel mit zwei Achsen. Abriss 2022. | 09233713 |

## Tabellenlegende
- Bild: Bild des Kulturdenkmals, ggf. zusätzlich mit einem Link zu weiteren Fotos des Kulturdenkmals im Medienarchiv Wikimedia Commons. Wenn man auf das Kamerasymbol klickt, können Fotos zu Kulturdenkmalen aus dieser Liste hochgeladen werden:
- Bezeichnung: Denkmalgeschützte Objekte und ggf. Bauwerksname des Kulturdenkmals
- Lage: Straßenname und Hausnummer oder Flurstücknummer des Kulturdenkmals. Die Grundsortierung der Liste erfolgt nach dieser Adresse. Der Link (Karte) führt zu verschiedenen Kartendiensten mit der Position des Kulturdenkmals. Fehlt dieser Link, wurden die Koordinaten noch nicht eingetragen. Sind diese bekannt, können sie über ein Tool mit einer Kartenansicht einfach nachgetragen werden. In dieser Kartenansicht sind Kulturdenkmale ohne Koordinaten mit einem roten bzw. orangen Marker dargestellt und können durch Verschieben auf die richtige Position in der Karte mit Koordinaten versehen werden. Kulturdenkmale ohne Bild sind an einem blauen bzw. roten Marker erkennbar.
- Datierung: Baubeginn, Fertigstellung, Datum der Erstnennung oder grobe zeitliche Einordnung entsprechend des Eintrags in der sächsischen Denkmaldatenbank
- Beschreibung: Kurzcharakteristik des Kulturdenkmals entsprechend des Eintrags in der sächsischen Denkmaldatenbank, ggf. ergänzt durch die dort nur selten veröffentlichten Erfassungstexte oder zusätzliche Informationen
- ID: Vom Landesamt für Denkmalpflege Sachsen vergebene, das Kulturdenkmal eindeutig identifizierende Objekt-Nummer. Der Link führt zum PDF-Denkmaldokument des Landesamtes für Denkmalpflege Sachsen. Bei ehemaligen Kulturdenkmalen können die Objektnummern unbekannt sein und deshalb fehlen bzw. die Links von aus der Datenbank entfernten Objektnummern ins Leere führen. Ein ggf. vorhandenes Icon  führt zu den Angaben des Kulturdenkmals bei Wikidata.